# Coronela de Barcelona
La Coronela de Barcelona (en catalán: Coronela de Barcelona) fue la milicia de Barcelona encargada de la defensa de la ciudad con el privilegio militar de custodiar los portales y murallas hasta 1714, año en que fue desarmada y abolida, pasando a partir de entonces a estar la ciudad custodiada por el ejército del rey. Con el nombre de «Coronela» se denominó a las milicias urbanas de las principales ciudades de Cataluña durante la Edad Moderna: Coronela de Barcelona, Coronela de Lérida, Coronela de Tortosa, Coronela de Tarragona y Coronela de Gerona, ciudades que, al amparo de las constituciones catalanas, gozaban de la autonomía militar para armarse y autodefenderse en caso de agresión. Estaban formadas por ciudadanos militarizados de los gremios de oficios y la más poderosa de todas fue la Coronela de Barcelona, organizada en 6 batallones bajo la protección de un santo patrón católico, y con capacidad efectiva para movilizar rápidamente una fuerza de unos 4.000 hombres.

## Historia

### Antecedentes medievales y ordenamiento legislativo
Barcelona obtuvo el privilegio de defenderse a sí misma el año 801, cuando el rey franco Ludovico Pío la liberó del dominio islámico. Siglos después el conde Ramón Berenguer I (1023-1076) recopiló los usajes vigentes en su época dando lugar a la primera codificación del derecho catalán, los Usajes de Barcelona. En el núcleo de dicha compilación ya figuraba el usaje Princeps Namque, un usaje que otorgaba al Prínceps, el conde de Barcelona, la potestad de llamar a las armas a los nobles feudatarios y a todos los catalanes libres para la guerra en caso de amenaza a su persona o invasión de su territorio. Todo a lo largo de la Edad Media los condes de Barcelona, y luego los reyes de Aragón, activaron el usaje Princeps namque para convocar a les huestes de nobles feudatarios, a las órdenes militares, a los cuerpos de almogávares, así como a las huestes vecinales de las ciudades y villas catalanas, obligando a todos los catalanes de entre 16 y 50 años a presentarse en armas ante el conde de Barcelona, aportando vestimenta y armas propias, y recibiendo a cambio una paga por cada día de servicio. El usaje fue activado por Pedro III de Aragón durante la Cruzada contra la Corona de Aragón (1284-1285) y por Pedro IV de Aragón durante la Guerra de los Dos Pedros (1356-1369), y la hueste vecinal de Barcelona fue reglamentada en 1395 con las disposiciones elaboradas por los consellers de Barcelona, estipulando que la ciudad pagaría a la hueste hasta el punto de reunión señalado por el rey de Aragón, momento a partir del cual pasaba a servicio y paga del rey.

### Las milicias catalanas en la Edad Moderna

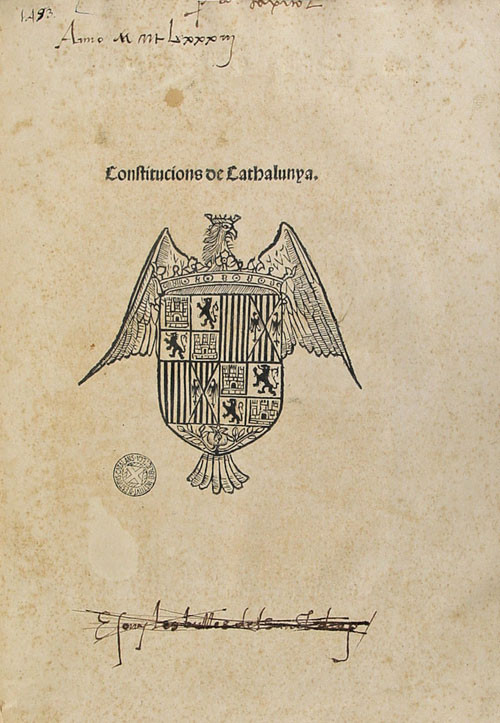
Compilación de las constituciones catalanas pactadas con Fernando II de Aragón en las cortes de Cataluña de 1493, y publicada en 1494, que configuraron definitivamente el Usaje Princeps namque durante la Edad Moderna de Cataluña.

Tras el sangriento final de la Edad Media en Cataluña con la Guerra civil catalana (1462–1472), la política de «Redreçament» (reforma) llevada a cabo por Fernando II de Aragón configuraron definitivamente el Usaje Princeps namque en la compilaron de las constituciones de Cataluña que fueron pactadas con el rey en las cortes de 1493. La situación geoestratégica de Cataluña la convirtió en el campo de batalla entre la Monarquía de España y Francia, siendo convocado el Princeps Namque reiteradamente. En virtud del usaje, el rey también podía convocar a somatén general, una variante masiva del somatén. El somatén era una institución parapolicial catalana propia de la modernidad política de Cataluña hasta que fue abolida en 1714, que también podía ser activado de forma autónoma por las villas y ciudades como cuerpo armado de autoprotección civil, separado del ejército, para propia defensa. El somatén era activado mediante un específico repique de campanas, y al grito de «Via fora!» o «Via fos!». En los siglos XVI y XVII adquirió un papel fundamentalmente en la lucha contra bandoleros, herejes hugonotes y corsarios turcos, obligando a los catalanes a conservar las armas en sus casas e instruirse periódicamente en su manejo. Pero los virreyes de Cataluña se mostraron recelosos frente a este modelo de autodefensa e impidieron a menudo su convocatoria, lo que llevó a las villas a la formación de milicias, las «desenes» (decenas) y otro tipo de hermandades de armas de carácter parapolicial y paramilitar, que al no estar tipificadas legalmente en las constituciones catalanas no requerían de la autorización previa del rey, o en su defecto del virrey, para ser movilizadas.
En este contexto un hecho significativo se produjo en 1542. Por el norte el ejército francés entró en el Rosellón, la presión turca sobre la costa catalana se agravó notablemente, y estalló una epidemia de bandolerismo en todos los vegueríos de Cataluña. Para hacer frente a la invasión francesa la segunda ciudad más poblada de Cataluña, Perpiñán, armó una milicia de ciudadanos bajo el mando directo de los consejeros de la ciudad. En agosto el capitán general del ejército el duque de Alba decidió, conjuntamente con los consellers de Barcelona, la fortificación de las antiguas murallas de la ciudad condal para convertirla en una plaza fortificada, mientras los diputados de la Generalidad y los consellers decidieron armar a las cofradías de los gremios barceloneses. El despliegue de los gremios fue rápido y ágil y al año siguiente realizaron una parada militar bajo las banderas propias de cada gremio, mientras en 1544 se ratificó que la milicia estaba bajo las órdenes del Conseller en Cap de Barcelona, al que se le confirió la capitanía de la unidad con el grado de «Capitán de Provinciales». Una década después, 1554, la organización gremial se sistematizó mediante los quartos, las zonas urbanas en las que fue dividida la ciudad de Barcelona.

### La milicia de Barcelona durante la Guerra de Cataluña (1640-1652)

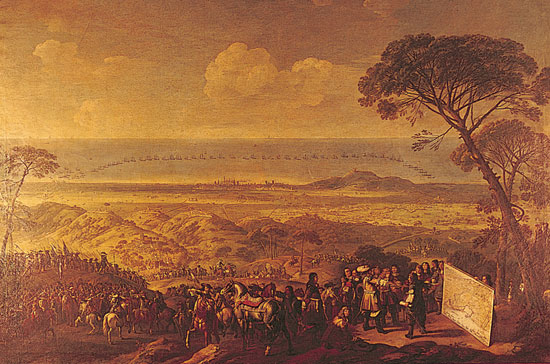
Pandolfo Reschi: Vista general del asedio de la ciudad de Barcelona por las tropas de Juan José de Austria. Las operaciones militares pusieron fin a la guerra, pactando el mantenimiento del ordenamiento constitucional catalán.

Desde la estructuración de 1544 los cofrades de los gremios barceloneses estuvieron en estado de movilización latente, desactivados pero armados y organizados para ser convocados con rapidez bajo las órdenes del conseller en Cap de Barcelona. En 1635, al desencadenarse la Guerra franco-española (1635-1659) en el marco de la Guerra de los Treinta Años (1618-1648), se ordenó la movilización de la milicia barcelonesa. El agravamiento de la situación militar y la política del conde duque de Olivares provocaron el estallido de la Sublevación de Cataluña (1640) y la independencia de Cataluña constituyéndose en una efímera República de Cataluña que sería fagocitada poco después por Francia. En octubre de ese mismo año 1640 la milicia de Barcelona fue reorganizada en 4 tercios con sus respectivos maestros de campo y sargentos mayores. Paralelamente Barcelona armó a compañías de militares profesionales, que acabaron fundiéndose con la milicia gremial en el Tercio de la Bandera de Santa Eulalia, mientras se levó otro tercio de profesionales a sueldo, el Tercio de Barcelona, cuya actuación fue decisiva para conseguir la victoria en la Batalla de Montjuic (1641), primera vez en la historia en la que los tercios españoles eran derrotados en el campo de batalla antecediendo en dos años a la Batalla de Rocroi (1643). Pero finalmente, tras la caída en desgracia del conde duque de Olivares y años de conflicto, Juan José de Austria puso fin al sitio de Barcelona (1652) y a la guerra de Cataluña pactando una condiciones muy ventajosas con las autoridades catalanas y el mantenimiento del ordenamiento constitucional catalán. Por su parte el monarca obtuvo el control de las insaculaciones de los Comunes de Cataluña —Generalidad de Cataluña y Consejo de Ciento de Barcelona—, así como el control sobre los portales, las murallas, y la armería de la ciudad de Barcelona.

### Hacia la recuperación del privilegio militar (1652-1705)

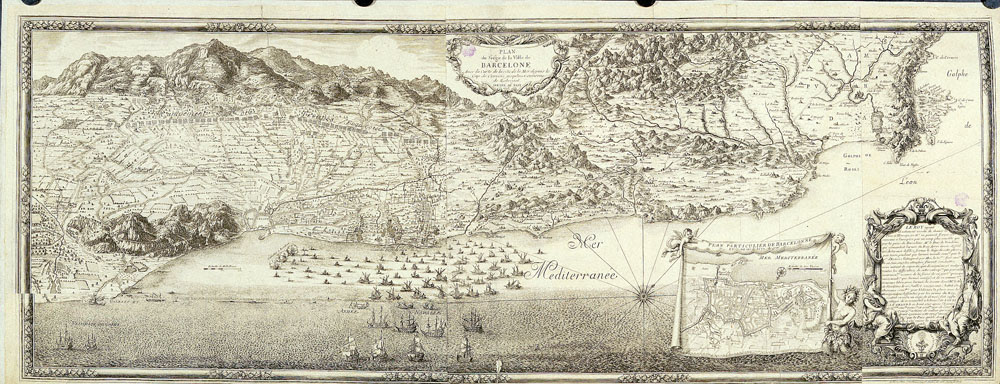
El Sitio de Barcelona (1697) puso fin definitivamente a la Guerra de los Nueve Años (1688-1697) pero dejó la simiente para el estallido de la siguiente guerra, la Guerra de Sucesión Española (1705-1714)

La pérdida de la autonomía militar del municipio puso en crisis a la milicia gremial, pasando a ser sustituida a partir de entonces por el ejército del rey en la custodia de los portales y las murallas, siendo facultad exclusiva de este el encargarse de la defensa de Barcelona. Dos décadas después, en 1675, Barcelona realizó el primer movimiento para la recuperación del privilegio militar, cuando en medio de la Guerra franco-holandesa (1672–1678), la crisis de las finanzas españolas, y la invasión de las tropas francesas, los todopoderosos consellers de Barcelona ofrecieron al virrey armar y pagar un cuerpo de 500 hombres, siempre que se aceptaran las antiguas formas tradicionales, y el cuerpo estuviera bajo las órdenes directas del conseller en Cap; el ofrecimiento fue rechazado. En 1684 se dio un nuevo paso cuando ante la nueva invasión francesa, el virrey tuvo que abandonar Barcelona con el ejército para la defensa de Gerona, solicitando a los consellers que armaran algunas compañías para guarnecer la ciudad en su ausencia. Entonces, aprovechando la ausencia del virrey, el Consejo de Ciento en coaligación con el Brazo militar de Cataluña, se extralimitó en sus competencias y levantó un milicia de 46 compañías bajo el mando de capitanes seleccionados de entre los miembros del Brazo militar de Cataluña; el cuerpo encuadraba a un total de 4500 hombres armados, que asumieron de-facto la custodia de murallas y portales. A la vuelta del virrey, estupefacto, ordenó inmediatamente el desarme de la milicia y la entrega de los símbolos de mando.
No será hasta Guerra de los Nueve Años (1688-1697) cuando Barcelona consiguió autorización real para levantar nuevamente su milicia. Ante el inminente asedio francés de la ciudad, el rey Carlos II solicitó por carta de 20 de mayo de 1697 al virrey, que autorizase a la ciudad para alzar, armar y pagar, a la milicia barcelonesa siguiendo las antiguas formas tradicionales. El virrey Velasco siguió las órdenes y el 28 de mayo de 1697 se formó el «Tercio de los gremios» bajo el comando del conseller en Cap de ese año, Francisco Taverner y Montornès. Finalizado el Sitio de Barcelona (1697) siguieron las intrigas sucesorias y la entronización del duque de Anjou como nuevo monarca español bajo el nombre de Felipe V en noviembre de 1700. En 1702 estalló la Guerra de Sucesión Española cuando la Casa de Austria invadió los territorios españoles en Italia. En 1703 las potencias marítimas —Inglaterra y Holanda— se unieron a la Casa de Austria y se nombró al archiduque de Austria como nuevo monarca español, bajo el nombre de Carlos III. En 1704 Felipe V ordenó la reorganización de su Real ejército: los tercios españoles perdieron su antaño temible nombre pasando a ser nombrados según la norma francesa, régiment (regimiento), y los maestres de campo que habían forjado el imperio español bajo la Casa de Austria, fueron bandeados para dar lugar a los llamados colonel (coronel). 

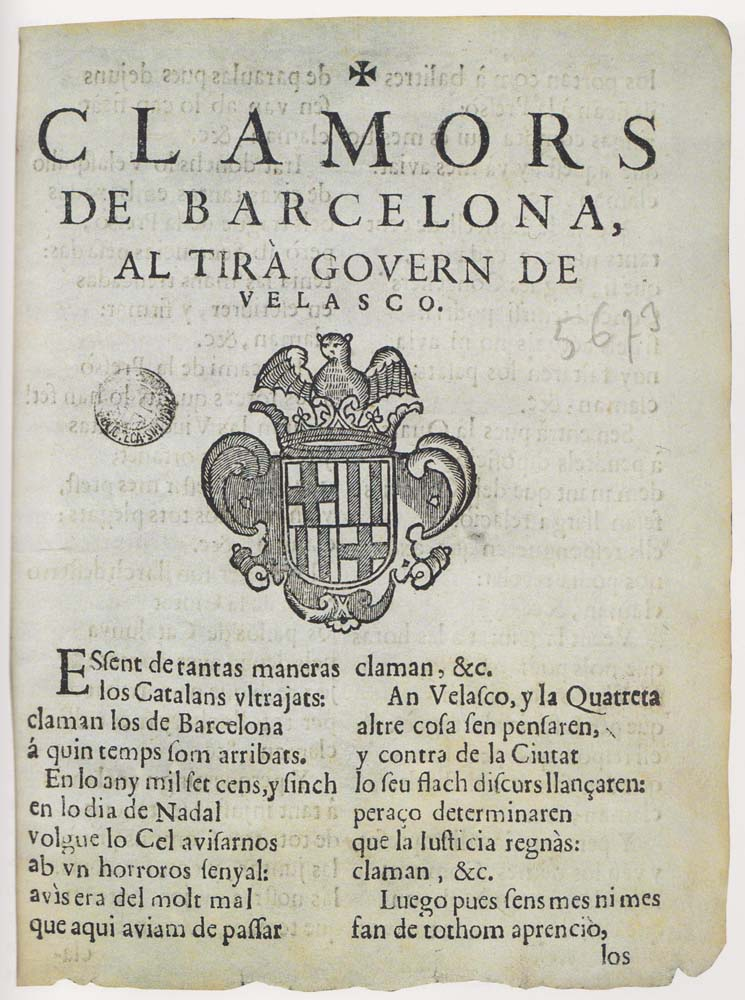
«Clamores de Barcelona al tiránico gobierno de Velasco» (1705).
La política de detenciones indiscriminadas lanzada por el virrey Velasco en Barcelona tras la fracasada intentona inglesa de 1704, agravada por la detención del enviado Pablo Ignacio Dalmases en Madrid, provocaron un cambio y radicalización de la opinión pública catalana en contra de Felipe V.

Ese mismo año la armada inglesa lanzó un desembarco sobre Barcelona (1704) durante el cual el virrey Velasco movilizó nuevamente a la milicia gremial. Siguiendo las nuevas reglamentaciones francesas impuestas por la Casa de Borbón, al conseller en Cap se le otorgó el nuevo rango de «Coronel», y al estar bajo su mando la milicia gremial, esta pasó a ser llamada «Coronela» de Barcelona. Fracasado el desembarco inglés, el virrey Velasco descubrió que la intentona había contado con la complicidad de destacados próceres catalanes, quienes habían urdido un complot para hacerse con el poder en Barcelona desde el interior. A partir de ese momento el virrey Velasco ordenó la desmovilización total de la Coronela de Barcelona, pidió auxilio urgente a la corte de Madrid solicitando se le enviaran refuerzos militares para contener a la ciudad, e inició una política indiscriminada de detenciones contra todos aquellos a los que consideraba no eran afectos al nuevo rey Felipe V. Los fieles a la Casa de Austria —austracistas— habían sido hasta entonces una minoría, pero las detenciones arbitrarias en Barcelona vulnerando gravemente las constituciones catalanas, agravadas con la detención también en 5 de febrero de 1705 de Pablo Ignacio Dalmases en Madrid, quien había sido enviado para protestar ante Felipe V en persona por la actuación de su virrey, provocaron que la mayoría indiferente a la cuestión dinástica ser radicalizara contra Felipe V, deseando el retorno de la Casa de Austria al gobierno de la monarquía española en la persona del archiduque Carlos de Austria.
Tres meses más tarde, el 3 de mayo de 1705, estalló la rebelión en Cataluña. Desde la ciudad Vich los fieles a la Casa de Austria armaron varias compañías de migueletes comandadas entre otros por José Moragues. En agosto se lanzó una columna que inició la marcha sobre Barcelona, mientras la armada inglesa desembarcaba nuevamente frente a las playas de Barcelona dispuestas a iniciar el sitio de Barcelona (1705). En septiembre, rodeada la ciudad, los consellers de Barcelona se presentaron ostentosamente ante el virrey Velasco, ofreciéndose a movilizar a la Coronela de Barcelona dada la tesitura; el virrey Velasco, a pesar de no haber recibido ninguno de los refuerzos que había solicitado reiteradamente a la corte Madrid, y contar con reducidos efectivos, se negó absolutamente a entregar las llaves de la armería de Barcelona y armar a la Coronela, temeroso de un golpe militar desde el interior de las murallas. Tras la Batalla de Montjuic (1705) y la pérdida de la fortaleza que dominaba la ciudad el virrey Velasco acabó capitulando en octubre de 1705 y la ciudad recibió al archiduque Carlos de Austria como a un libertador. Tras el tradicional juramento de obediencia y respeto de las constituciones catalanas, fue proclamado conde de Barcelona y, por primera vez en suelo español, aclamado como nuevo rey Carlos III de España; tras lo cual este accedió a la petición de los consellers de Barcelona de restaurar plenamente el privilegio de autonomía militar de la ciudad, que había perdido tras el fin de la Guerra de Cataluña (1640-1652) cincuenta años antes, y que fue restaurado mediante el Real Decreto del 29 de noviembre de 1705.

### La Coronela de Carlos III de Austria (1705-1713): militarización total

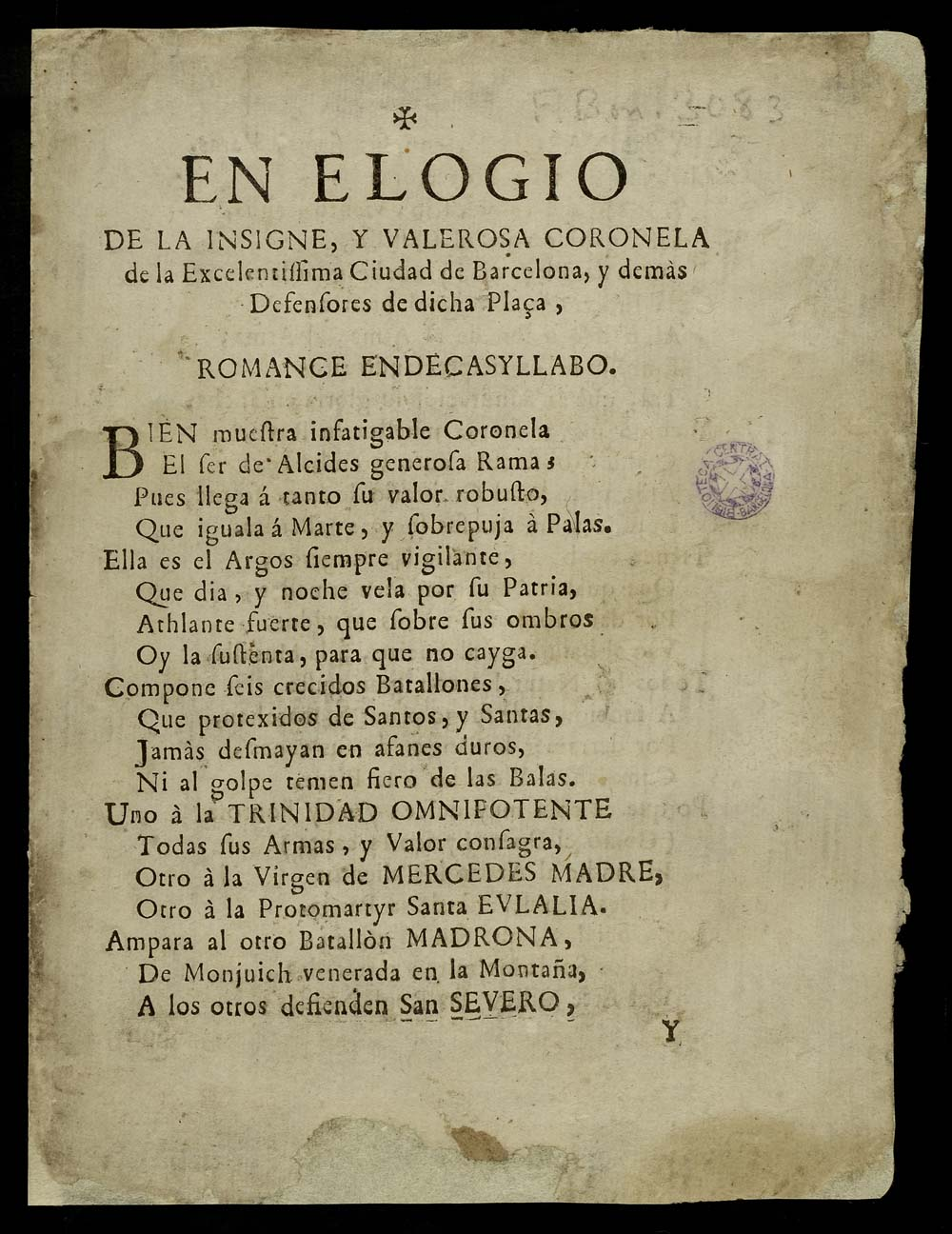
El romance En Elogio de la Insigne, y Valerosa Coronela de la excelentissima ciudad de Barcelona, y demás defensores de dicha plaça publicado en 1714 durante el sitio borbónico final no escatima en elogios a la glorificación del Conseller en Cap Rafael Casanova ...
«Tal valor les infunde al pecho noble,
aquel Numen Marcial, Deidad armada,
su Coronel Magnanimo, Guerrero,
Empleo ilustre de la eterna fama.»
«Aquel mas, que Alexandro poderoso,
Cesar, ora en la Pluma, ora en las Armas,
en las Juntas por su prudencia Jano,
y poderoso Marte en la campaña.»
... e instando al martirio de la Coronela:
«Perseverad: que vuestros nobles brios
admiracion à todo el Orbe causan.»
«No temais al morir: que ganais tanto,
rindiendo vuestra vida por la Patria,
Que quantas bocas hazen las heridas,
tantas en vuestro honor abre la fama.»
«Quedarán vuestros nombres entallados
de eterno bronze en duraderas Planchas,
y la Posteridad con relevante
culto venerarà vuestras hazañas.»
«De la Imortalidad ireis al seno
victoriosos, volando entre las alas
de eterna Fama, que yà con mil Trompas
và publicando vuestras alabanças.»
Monumento a los caídos.
Pevetero de la llama eterna erigido sobre el Fossar de les Moreres, la fosa común de la basílica de Santa María del Mar donde fueron enterrados los muertos de 1713-1714 en defensa de las Libertades y Constituciones de Cataluña.

A partir de entonces y dada la necesidad de expulsar a la Casa de Borbón del suelo español, se procedió a la leva del Real Ejército de Carlos III de Austria; la ciudad priorizó la leva del regimiento de infantería de Barcelona, y no fue hasta febrero de 1706 cuando se terminó la configuración definitiva de la Coronela. Organizada en 44 compañías bajo el mando de la aristocracia catalana encuadrada en el Brazo militar de Cataluña, totalizaba a 3.200 combatientes escogidos de entre los 4.525 cofrades afiliados a los gremios barceloneses. El 20 de marzo de 1706 el nuevo monarca entregó patente oficial de coronel al Conseller en Cap de Barcelona, con la particularidad que al ser dicho cargo anual, la patente era también válida para todos sus sucesores.
En esa situación Felipe V tomó la iniciativa y tras recibir los refuerzos enviados por su abuelo Luis XIV de Francia, se lanzó al ataque dispuesto a recuperar Barcelona de un golpe antes que la rebelión se extendiera. En abril se plantó delante de las murallas de la ciudad e inició el sitio de Barcelona (1706), mientras el grueso de sus tropas se lanzó a la conquista de Montjuic. A finales de mes, ante lo difícil de mantener el enclave, cundió el rumor entre los barceloneses que las tropas inglesas habían pactado con las borbónicas la rendición de la fortaleza, rumor que hizo estallar un motín general en Barcelona; durante los disturbios cayó asesinado el propio conseller en Cap de 1705-1706, Francisco Nicolás de Sanjuan. Quedaron al frente del gobierno de la ciudad el conseller segundo, el mercader Francisco Gallart, y el conseller tercero, un jurista llamado Rafael Casanova; la dura actuación de Francisco Gallart y Rafael Casanova consiguió finalmente acabar con el motín y salvar el gobierno de la ciudad. El 8 de mayo se descubrió en el horizonte a la flota inglesa bajo el comando del almirante John Leake, provocando el levantamiento del sitio y la caótica huida de las tropas borbónicas, que dejaron abandonados en el campo delante de Barcelona a todos sus heridos, los suministros, y todo el tren de artillería. Un año más tarde, el 6 de febrero de 1707, el archiduque Carlos le concedió a Rafael Casanova el título de Ciutadà Honrat (ciudadano honrado) por haber salvado a la ciudad durante el sitio borbónico de Barcelona de 1706.
Finalizado el sitio se pudieron entregar las patentes oficiales a los capitanes del Brazo militar de Cataluña, siendo uno de los primeros que la recibieron Sebastián de Dalmau y Oller en 12 de mayo de 1706. El nombramiento de los oficiales —capitán, teniente y alférez— bajo las órdenes de los cuales debían combatir las compañías de la Coronela, quedó a la elección de los propios gremios. Los capitanes debían ser elegidos de entre la aristocracia catalana afiliada al Brazo militar de Cataluña, y una vez hecha la propuesta la presentaban al rey, quien le entregaba la patente oficial pertinente. A partir de entonces los nuevos nombramientos de capitán debían contar con la aprobación de los ya existentes, los capitanes viejos, y a partir de 1713, con la aprobación en persona del propio Protector del Brazo militar de Cataluña. De acuerdo a las patentes, el rey Carlos III de Austria pagó el sueldo de los oficiales mayores y los capitanes de la Coronela, y a partir del 1711, los de los tenientes y alférez, cuando éstos recibieron, también, la patente del rey. El 22 de agosto de 1706 se dio un nuevo paso hacia la militarización de los civiles que servían en la Coronela: el rey, con el visto bueno de los Tres Comunes de Cataluña, hizo una declaración respecto al Capítulo de Cortes CCCIII en el que se especificaba que mientras los civiles estuvieran de guardia, estaban bajo jurisdicción militar. Para mantener el control directo de la milicia, el Consejo de Ciento de Barcelona publicó un memorial el 30 de noviembre de 1706 declarando que, a pesar de que los civiles estaban bajo la jurisdicción militar, serían los consellers quienes decidirían quien entraba de guardia y aplicaría las sanciones dispuestas en el código militar. El proceso de militarización culminó entre octubre de 1706 y marzo de 1707, cuando la milicia gremial pasó a uniformarse completamente, y los antiguos mosquetes fueron sustituidos por los nuevos fusiles reglamentarios, quedando a todos los efectos equiparada a un regimiento de infantería del Real Ejército de Carlos III de Austria. Asimismo los gremios vieron bendecidas las banderas de sus compañías; todos los gastos eran sufragados por los gremios barceloneses, excepto el armamento que era pagado por la Corona Española.
En poco menos de un año tras la entrada de Carlos III de Austria en Barcelona, la antigua milicia gremial había sido completamente reorganizada en la Coronela de Barcelona, una unidad híbrida civil-militar, comandada per oficiales del Brazo militar de Cataluña a sueldo de la Corona, sometida a jurisdicción, completamente uniformada y armada, lista para entrar en combate y movilizada, no ya cuando solo era necesario, sino a partir de entonces de manera permanente custodiando toda la ciudad. Ya durante el sitio de Barcelona (1706) los ingleses habían quedado impresionados por la alta preparación, disciplina y valentía de la Coronela de Barcelona; finalizada su reorganización de 1706 presentaba las siguientes características:
1. Pasó de ser una milicia que se convocaba solo en caso de alarma, a ser una unidad militar permanente con el privilegio de custodiar toda la ciudad guardando los portales y murallas.
2. Estaba bajo las órdenes directas del conseller en Cap, que tenía el grado de coronel, sin interferencia alguna de los militares o de la Corona; así mismo el teniente coronel y el sargento mayor de la Coronela eran propuestos por la ciudad y aprobados por el rey.
3. Era un cuerpo equiparable a un regimiento, organizado por tanto en batallones y compañías
4. El oficial al mando de cada compañía era un capitán escogido de entre los miembros del Brazo militar de Cataluña, con patente oficial del rey y a sueldo de la Corona Española.
5. Era una institución civil completamente militarizada, los miembros de la cual estaban bajo jurisdicción militar cuando entraban de guardia.
6. Estaba completamente armada, equipada, uniformada y dotada de banderas, gastos pagados por los gremios barceloneses. El armamento era pagado por la Corona.
7. Sus contemporáneos la percibían como una evolución ininterrumpida desde la milicia gremial moderna y la hueste medieval, dotando a la Coronela de Barcelona de ritos y cultura militar enraizadas en las tradiciones de los gremios barceloneses.

En la escala (orden de prelación) de 1706 se formaron 44 compañías ordenadas jerárquicamente que tomaban como referencia la antigüedad del gremio, siendo la prelación un factor de prestigio para el mismo. Finalizado el asedio borbónico de 1706 varios gremios criticaron la prelación al considerar que su compañía ocupaba un escalafón que no respondía a su antigüedad. En septiembre se propuso una nueva escala que no obtuvo consenso. Una nueva propuesta se negoció y en diciembre de 1706 fue ratificada. Dada la desigualdad de poder entre algunos gremios, algunos debían unir sus esfuerzos con otros para sufragar los gastos de una compañía; pero la rivalidad y competencia entre los gremios barceloneses producía tensiones, y en 1708 se reordenó la escala sumando 45 compañías. Estos arreglos eran en definitiva el reflejo del mundo industrial de los gremios, pues a pesar de la militarización total, la Coronela no dejaba de ser un cuerpo formado por maestros, artesanos, y aprendices de los gremios catalanes, con unas costumbres tradicionales y modo de trabajo propios.
La Coronela de Barcelona tenía como ámbito de combate la propia ciudad, no estando concebida para salir a campo abierto. Su cometido era el custodiar toda la ciudad, controlando las entradas y las salidas por los portales, y patrullando las murallas; con dicho cometido liberaba de dicha tarea al Real Ejército de Carlos III de Austria, quedando todos sus efectivos operativos como ejército de campaña para poder expulsar a los invasores franceses y acabar con el Real Ejército de Felipe V de Borbón. Aun así, y a manera de unidad especial de combate apta para operaciones especiales en el campo delante de Barcelona, la Coronela se dotó de una compañía granaderos formada por los 200 hombres más excelsos físicamente, seleccionados de entre todas las compañías; se documenta su presencia en las ceremonias de gala que presidían los actos tradicionales de los gremios que formaban la Coronela de Barcelona.

### La Coronela de Barcelona (1713-1714): «la Posteridad, con relevante culto, venerará vuestras hazañas»

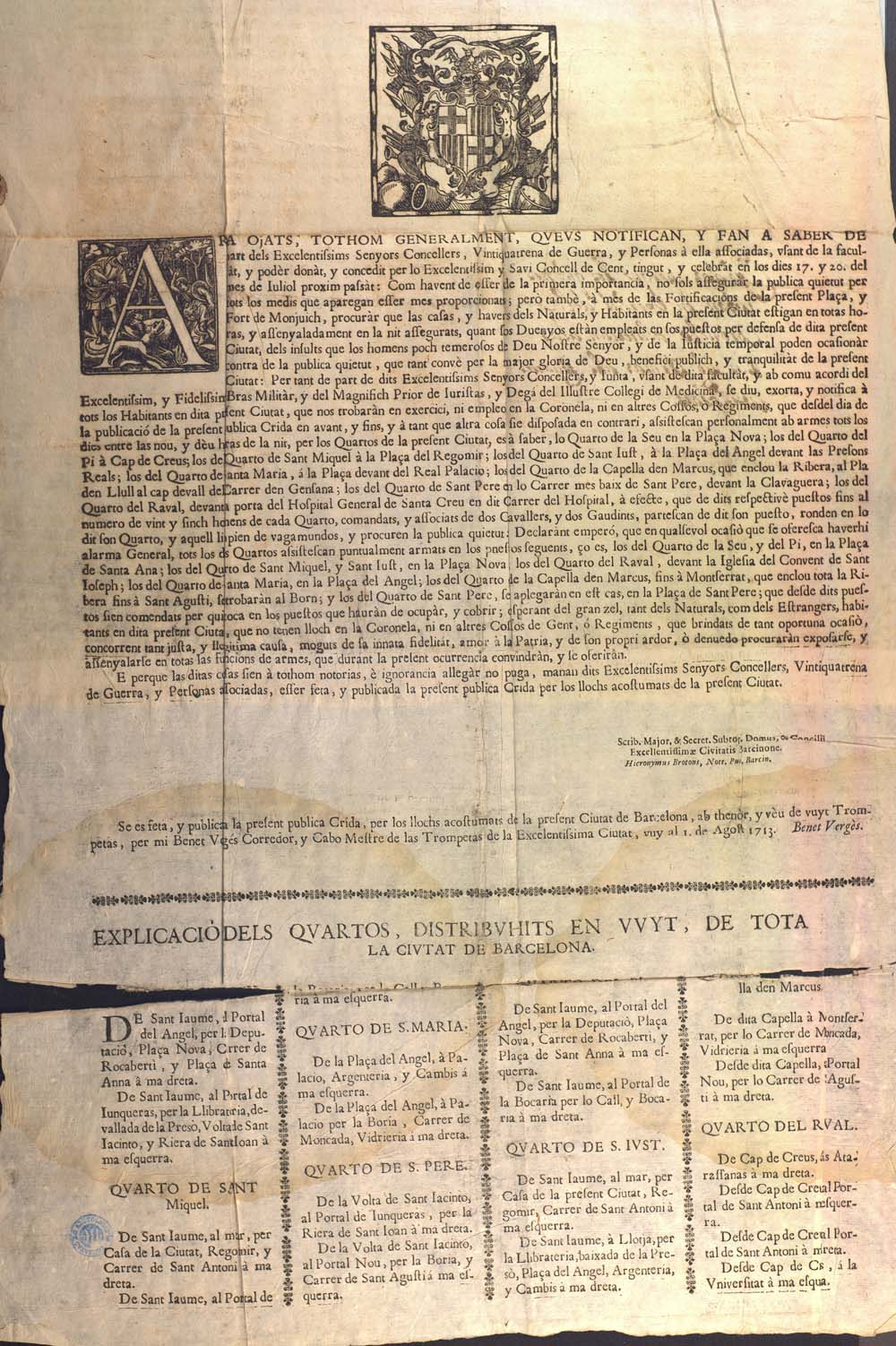
Bando de movilización de las Escuadras de Cuartos del 1 de agosto de 1713. Las Escuadras de Cuartos se concibieron para encuadrar a los civiles inhábiles para el servicio de armas pero capacitados para servir como fuerza de trabajo, desescombro y reconstrucción en caso de bombardeo.

Ante las noticias del abandono inglés con la Paz de Utrecht, se convocó en Barcelona el 30 de junio de 1713 una Junta de Brazos (Junta de Braços) para deliberar si Cataluña debía someterse a Felipe V o proseguir la guerra en solitario. El 5 de julio el Brazo Real emitió su veredicto proponiendo que se continuara la guerra y el 6 de julio hizo lo mismo el Brazo militar (cortes). Tomada la decisión de continuar la guerra en solitario, los comisionados de los brazos generales la entregaron a los diputados de la Generalidad de Cataluña, para que la publicara y declarara el estado de guerra. Los diputados de la Generalidad, contrarios a la proclamación, dilataron la entrada en vigor legal del edicto tres días. En la sexta instancia presentada por los brazos generales ante los diputados de la Generalidad, se les recordaba que era su deber la «conservación de las libertades, privilegios y prerrogativas de los catalanes, que nuestros antecesores a costa de sangre gloriosamente vertida alcanzaron, y nosotros debemos así mismo mantener». Finalmente, la proclamación pública de guerra tuvo lugar a las seis de la mañana del 9 de julio de 1713 y el día siguiente se publicó un bando para levar efectivos para el Ejército de Cataluña, siendo sus primeras unidades el regimiento de infantería de la Generalidad y el regimiento de infantería de Barcelona. Para el cargo de general comandante se nombró al teniente mariscal Antonio de Villarroel y Peláez. Este aceptó el nombramiento el 12 de julio, señalando que accedía a ello como buen militar profesional, por el hecho de estar involucrada la defensa de una plaza a punto de ser sitiada, bajo las condición de obtener patente oficial del rey Carlos III, y disponer de suficiente número de tropas para la defensa de la plaza. Los Comunes accedieron a sus condiciones, y al día siguiente fue oficializado el nombramiento. A finales de julio la leva ascendía a cerca de 4.000 combatientes a sueldo de los Tres Comunes de Cataluña, siendo asimismo nombrados los oficiales y entregadas las patentes en nombre de los Tres Comunes de Cataluña, no del rey Carlos III de Austria.
Al asumir el mando general del Ejército de Cataluña, el teniente mariscal Antonio de Villarroel sugirió reformar la Coronela para hacer más funcional y el 2 de agosto se aprobó la nueva escala de la Coronela. Se reorganizó reduciendo de 9 a 6 el número de batallones, siendo cada uno puesto bajo el amparo de un santo patrón o de un misterio católico. Cada uno de los batallones contaba con 7, 8 o 9 compañías, totalizando 47 compañías, que luego fueron 48 por partición de la 3ª compañía del II Batallón. Cada compañía disponía de capitán, teniente, alférez, 2 sargentos y 4 cabos:
- I Batallón "Santísima Trinidad"
- II Batallón "Inmaculada Concepción"
- III Batallón "Santa Eulalia"
- IV Batallón "Santa Madrona"
- V Batallón "San Severo"
- VI Batallón "Virgen de la Merced"

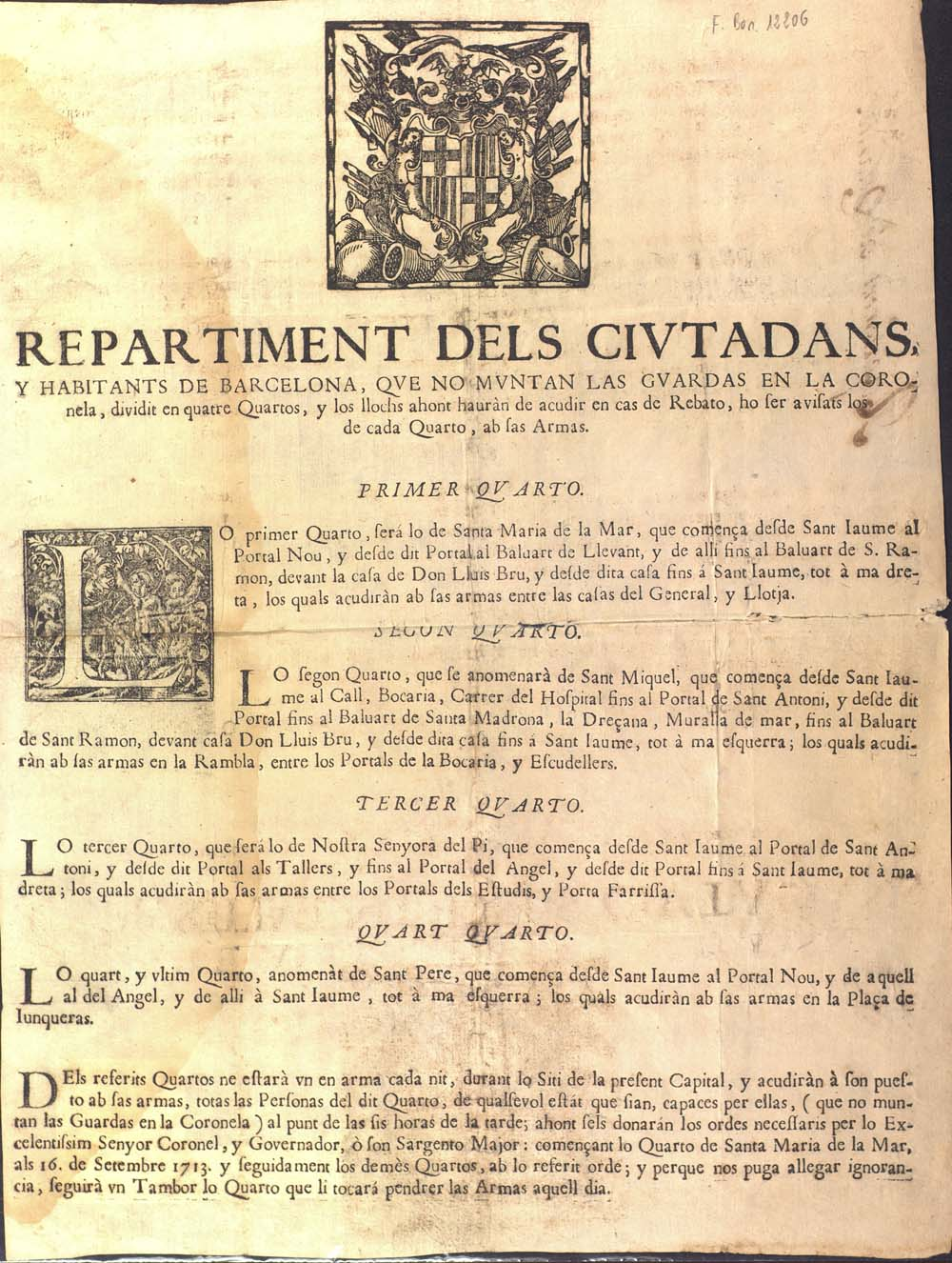
Bando de reorganización de las Escuadras de Cuartos en septiembre de 1713. A finales del asedio, en 1714 y dadas la bajas entre las tropas de la Coronela de Barcelona, el conseller en Cap Rafael Casanova ordenó que los Batallones de Cuartos fueran agregados a la Coronela.

Los consellers de Barcelona pugnaron por otorgar a la Coronela un creciente protagonismo; durante el bloqueo y asedio de 1713-1714 el conseller en cap Rafel Casanova propuso reiteradamente que participara en las salidas contra el cordón de bloqueo borbónico; para tal fin se intensificaron las prácticas de instrucción militar y de maniobra en orden cerrado. No obstante, el general comandante Antonio de Villarroel siempre se negó a implicar a la Coronela en operaciones exteriores. Cuando finalmente entró en combate, durante los asaltos borbónicos contra la ciudad en agosto de 1714, la Coronela se rebeló como una potentísima fuerza de combate, equiparable a la tropa reglada del Ejército de Cataluña.
En una situación de bloqueo, con refugiados de diversas procedencias, casas en ruinas por los bombardeos y una carestía de víveres creciente, la seguridad pública fue un problema significativo. Para mantener el orden público dentro de la Ciudad se levó la Compañía de la Quietud, y así mismo se levaron las compañías de voluntarios, formadas por barceloneses que no estaban a sueldo pero que servían voluntariamente con armas propias, sin patente oficial y sin uniforme. Y finalmente, aquellos civiles inhábiles para el servicio de armas, fueron movilizados el 1 de agosto de 1713 en las Escuadras de Cuartos (después llamados Batallones de Barrio), formados por ciudadanos que sin recibir paga alguna tenían por cometido servir de fuerza de trabajo, desescombro y reconstrucción en caso de bombardeo. Las Escuadras de Cuartos sirvieron como primer paso para la movilización total de los civiles; estos, quisieran o no, debían presentarse entre las 21:00 h y 22:00 h en el Cuarto que al que estaban asignados: la Catedral, el Pino, San Miguel, San Justo, Santa María, Marcús, San Pedro, y el Raval. En caso de toque de alarma los del Cuarto de la Sede y del Pi debían presentarse en la Plaza de Santa Ana, los del Cuarto de San Miguel y de San Justo en la Plaza Nueva, los del Cuarto de Santa María en la Plaza del Ángel, los del Cuarto de Marcús en la Plaza del Born, los del Cuarto de San Pedro en la Plaza de San Pedro, y los del Cuarto del Raval a Convento de San José. En total sumaban 2.713 civiles movilizados que, en caso de extrema necesidad, podrían ser obligados a pasar el servicio de armas. En septiembre de 1713 las Escuadras de Cuartos se reorganizaron en 4 batallones, y cada día, a las 13:00 h, se concentraba un batallón diferente para estar la guardia y se pedía a los oficiales y componentes que acudieran armados:
- Batallón de San Raimundo de Peñafort
- Batallón de Santa María de Cervelló
- Batallón de San Salvador de Horta
- Batallón de Sant Oleguer

A finales del asedio, en 1714 y dadas la bajas entre las tropas de la Coronela de Barcelona, el conseller en Cap Rafael Casanova ordenó que los Batallanos de Cuartos, que entonces ya solo encuadraban a niños, mujeres y ancianos, fueran agregados a la Coronela de Barcelona para que estuvieran bajo jurisdicción militar pudiendo ser destinados a unidades de combate.

## Oficiales y compañías

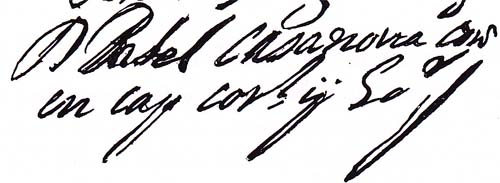
Rafael Casanova, conseller en Cap, coronel y gobernador. (Firma realizada el 10 de agosto de 1714).

La oficialidad de la Coronela de Barcelona era la equivalente a la de un regimiento de infantería reglado: el conseller en Cap era su coronel, y al ser la magistratura suprema de la ciudad un cargo que se renovaba anualmente, la continuidad en la línea de mando quedaba asegurada por la figura del teniente coronel, un rango con perfil específicamente militar. A sus órdenes estaba el sargento mayor, que habitualmente tuvo el mando directo sobre la unidad en cuanto a su despliegue sobre el terreno y adiestramiento táctico. Estos tres oficiales mayores tenían patente oficial del rey, estando por tanto a sueldo de la Corona como el resto de regimientos del Real Ejército de Carlos III de Austria. Las órdenes eran siempre impartidas por el coronel —el conseller en Cap—, tras conferenciar con el teniente coronel, y transmitidas por el sargento mayor a través de los ayudantes, quien las comunicaban a los capitanes de cada compañía.
Por el contrario, un regimiento de infantería alzado a «pie español» sumaba unos efectivos teóricos máximos de 500 hombres, cubriéndose normalmente unas 300 plazas, mientras que un regimiento alzado a «pie alemán» sumaba unos efectivos teóricos máximos de 1000 hombres, cubriéndose normalmente unas 700 plazas; la Coronela de Barcelona excedía sobremanera dichos números al sumar entre 3.000 y 4.000 hombres, por lo que se dotó de 3 ayudantes especiales más, que fueron llamados «dragones», cuyo cometido era el de garantizar una rápida, y a su vez efectiva, transmisión de las órdenes a través de la cadena de mando en una zona de combate tan amplia como era la ciudad de Barcelona. Para cubrir la plaza de «dragones» se exigió a estos oficiales un excelente nivel de comprensión de las órdenes militares, así como experiencia de combate para ser rápidos y precisos en la transmisión de las órdenes del conseller en Cap. La denominación de «dragones» proviene del hecho a pesar de que ejercían de ayudantes, no tenían el rango pertinente, refiriéndose a que "dragoneaban" el cargo de ayudante.
Finalmente los capitanes de cada compañía eran seleccionados de entre la aristocracia catalana afiliada al Brazo militar de Cataluña, con la salvedad de las compañías de estudiantes, que solo fueron activadas cuando se inició el sitio de Barcelona y tenían el privilegio de ser comandadas por sus respectivos profesores y catedráticos del Estudio General de Barcelona. En 1714 la Coronela de Barcelona tenía registrados a 3.570 hombres encuadrados en 48 compañías, de unos 70-80 soldados cada una. La tropa la formaban, salvo las reclutadas entre los jóvenes estudiantes universitarios, los cofrades de los gremios barceloneses, que se presentaban voluntarios y estaban a sueldo del respectivo gremio. La oficialidad en 1714 era la que siguie:

### Oficiales Mayores
- Coronel: el conseller en Cap de Barcelona (con patente real) 
  - Rafael Casanova y Comes
- Teniente Coronel: propuesto por los consellers y concedido por la Corona (con patente real) 
  - José de Peguera y Vilana-Millàs
- Sargento Mayor: propuesto por los consellers y concedido por la Corona (con patente real) 
  - Félix Nicolás Monjo y de Corbera
- Ayudantes: 2 a sueldo de la ciudad 
  - Pedro Anton Moreno
  - Juan de Romera
- Dragones: 3 a sueldo de la ciudad
- Tambor Mayor: 1 a sueldo de la ciudad
- Tambores: 20 a sueldo de la ciudad

### Oficiales de 1 compañía
- Capitán: 1 nombrado por el gremio, y a sueldo de la Corona
- Teniente: 1 nombrado por el gremio, y a sueldo de la Corona
- Alférez: 1 nombrado por el gremio, y a sueldo de la Corona
- Sargentos: 2 nombrados por el gremio, y a sueldo de la Corona
- Cabos: 4 nombrados, y a sueldo, del gremio

### Batallones y compañías
|            | I Batallón Santísima Trinidad                      | II Batallón Inmaculada Concepción | III Batallón Santa Eulalia de Barcelona | IV Batallón Santa Madrona      | V Batallón San Severo de Barcelona                 | VI Batallón Virgen de la Merced |  |
| ---------- | -------------------------------------------------- | --------------------------------- | --------------------------------------- | ------------------------------ | -------------------------------------------------- | ------------------------------- |  |
| Cuartel    | Basílica de Santa María del Mar                    | Convento de Santa Clara           | Convento de San Pedro                   | Convento de Santa Ana          | Convento de San Francisco                          | Convento de Santa Mònica        |  |
| Oficial    | Jaime Pagès                                        | Jaime Otser                       | Pablo Agell                             | José Orri                      | José Sisó                                          | Antonio Calvaria                |  |
| Asistencia | 6 cirujanos 6 ayudantes                            | 6 cirujanos 6 ayudantes           | 6 cirujanos 8 ayudantes                 | 4 cirujanos 5 ayudantes        | 6 cirujanos 8 ayudantes                            | 5 cirujanos 7 ayudantes         |  |
|            |                                                    |                                   |                                         |                                |                                                    |                                 |  |
| Compañía   | 1ª compañía (pr. 1)                                | 1ª compañía (pr. 9)               | 1ª compañía (pr. 18)                    | 1ª compañía (pr. 25)           | 1ª compañía (pr. 32)                               | 1ª compañía (pr. 41)            |  |
| Gremios    | Adrogueros                                         | Notarios Públicos de Barcelona    | Notarios Públicos Reales                | Candeleros de cera, y pintores | Notarios causídicos                                | Freners                         |  |
| Capitán    | Vicente Durán y Mora                               | José Oliver                       | Carlos de Oliver de Botaller            | José Francisco de Peguera      | Francisco Mas y Durán                              | José de Lanuza                  |  |
|            |                                                    |                                   |                                         |                                |                                                    |                                 |  |
| Compañía   | 2ª compañía (pr. 2)                                | 2ª compañía (pr. 10)              | 2ª compañía (pr. 19)                    | 2ª compañía (pr. 26)           | 2ª compañía (pr. 33)                               | 2ª compañía (pr. 42)            |  |
| Gremios    | Mercaderes                                         | Tejedores de paño y tintoreros    | Zapateros                               | Plateros                       | Herreros y caldereros                              | Carpinteros                     |  |
| Capitán    | José Durán                                         | Francisco Busquets                | Juan Bòria y Gualba                     | Gaspar de Berart               | Juan Catà y Renau                                  | Juan Francisco Masdéu           |  |
|            |                                                    |                                   |                                         |                                |                                                    |                                 |  |
| Compañía   | 3ª compañía (pr. 3)                                | 3ª compañía (pr. 11)              | 3ª compañía (pr. 20)                    | 3ª compañía (pr. 27)           | 3ª compañía (pr. 34)                               | 3ª compañía (pr. 43)            |  |
| Gremios    | Sastres                                            | Algodoneros, y Curtidores         | Boteros                                 | Hortelanos de San Antonio      | Hortelanos de la Puerta Nueva                      | Merceros, y tenderos de tela    |  |
| Capitán    | Magín de Ninot                                     | Francisco de Bastero              | Francisco Vilana                        | Vicente Magarola               | Tomás de Valencià                                  | Antonio Berenguer               |  |
|            |                                                    |                                   |                                         |                                |                                                    |                                 |  |
| Compañía   | 4ª compañía (pr. 4)                                | 4ª compañía (pr. 12)              | 4ª compañía (pr. 21)                    | 4ª compañía (pr. 28)           | 4ª compañía (pr. 35)                               | 4ª compañía (pr. 44)            |  |
| Gremios    | Herreros cerrajeros, y maestros de clavos          | Julianos                          | Tejedores de lana                       | Tejedrores de lino             | Jarreros, Olleros, y Colchoneros                   | Blanqueadores                   |  |
| Capitán    | Ignacio Bòria                                      | Carlos de Ribera                  | Miguel de Calderó                       | Juan Ponsich                   | Antonio Berardo                                    | José Ramon de Magarola          |  |
|            |                                                    |                                   |                                         |                                |                                                    |                                 |  |
| Compañía   | 5ª compañía (pr. 5)                                | 5ª compañía (pr. 13)              | 5ª compañía (pr. 22)                    | 5ª compañía (pr. 29)           | 5ª compañía (pr. 36)                               | 5ª compañía (pr. 45)            |  |
| Gremios    | Albañiles                                          | Marineros y maestros de aixa      | Vidrieros, escultores, y doradores      | Sogueros de cáñamo             | Dagueros y beineros                                | Alfareros                       |  |
| Capitán    | Antonio Vilana Cordellas                           | José Toda                         | Francisco de Bassols                    | Francisco Sunyer               | Manuel Rocajulià                                   | José Antonio Mata               |  |
|            |                                                    |                                   |                                         |                                |                                                    |                                 |  |
| Compañía   | 6ª compañía (pr. 6)                                | 6ª compañía (pr. 14)              | 6ª compañía (pr. 23)                    | 6ª compañía (pr. 30)           | 6ª compañía (pr. 37)                               | 6ª compañía (pr. 46)            |  |
| Gremios    | Torneros                                           | Horneros y panaderos              | Sombrereros de aguja                    | Descargadores                  | Carniceros                                         | Taberneros                      |  |
| Capitán    | Gerónimo Claresvalls                               | Francisco de Llinàs               | Luis Claresvalls                        | Onofrio Homdedéu               | Felix Teixidor                                     | Antonio Lledó                   |  |
|            |                                                    |                                   |                                         |                                |                                                    |                                 |  |
| Compañía   | 7ª compañía (pr. 7)                                | 7ª compañía (pr. 15)              | 7ª compañía (pr. 24)                    | 7ª compañía (pr. 31)           | 7ª compañía (pr. 38)                               | 7ª compañía (pr. 47)            |  |
| Gremios    | Espaderos, Carpinteros, Oripeleros, y Guadamaciles | Terciopeleros                     | Faquines                                | Veleros                        | Zapateros de viejo                                 | Mancebos sastres                |  |
| Capitán    | José de Ferrer                                     | Francisco de Castellví            | Francisco Aloy                          | Rafael de Llinàs               | Gerónio de Salvador                                | José de Asprer                  |  |
|            |                                                    |                                   |                                         |                                |                                                    |                                 |  |
| Compañía   | 8ª compañía (pr. 8)                                | 8ª compañía (pr. 16)              |                                         |                                | 8ª compañía (pr. 39)                               | 8ª compañía (pr. 48)            |  |
| Gremios    | Estudiantes de Leyes                               | Alpargateros                      |                                         |                                | Tintoreros, Torcedores de seda, y Hostaleros       | Revendedores                    |  |
| Capitán    | Dr. Mariano Bassons                                | José Vilana                       |                                         |                                | Francisco Alemany                                  | José Codina                     |  |
|            |                                                    |                                   |                                         |                                |                                                    |                                 |  |
| Compañía   |                                                    | 9ª compañía (pr. 17)              |                                         |                                | 9ª compañía (pr. 40)                               |                                 |  |
| Gremios    |                                                    | Calceteros, y Candeleros          |                                         |                                | Estudiantes de Medicina, y de Teología y Filosofía |                                 |  |
| Capitán    |                                                    | Gerónimo Auter                    |                                         |                                | Dr. José Fornés                                    |                                 |  |

## Uniformes y armamento

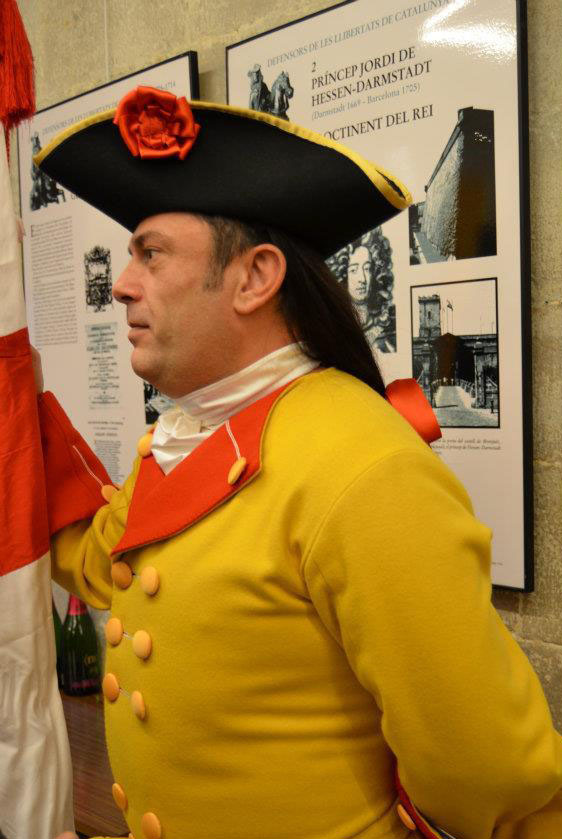
Recreación histórica de la 1ª compañía del VI Batallón de la Coronela de Barcelona bajo las órdenes de José de Lanuza, en la sede del «Memorial 1714» en el Fossar de les Moreres (Barcelona) perteneciente a la «Asociación de Recreación Histórica la Coronela de Barcelona»

En marzo de 1707 se completó el proceso para que todos los miembros de la Coronela vistieran con uniforme militar. Cada gremio pagó los respectivos uniformes, quedando a su discreción los colores de su compañía, estableciendo como factor común a toda la unidad el color de la divisa, que fue de rojo carmesí, así como el forro de la casaca, también roja. Los colores de la casaca iban desde varias tonalidades de azul, hasta el amarillo, verde, blanco y rojo, según cual fuera su batallón, consiguiéndose así mantener la personalidad propia de cada compañía, y por ende de cada gremio, dentro de la uniformidad del batallón. En cuanto al sombrero de tres picos o tricornio, algunas compañías le bordaron galón de oro o de plata, completándolo con rosa de tafetán del mismo color que la divisa de la unidad, el rojo o granate. Todas las compañías se dotaron de corbata blanca, que era una propiedad personal del cofrade, y en cuanto a las medias se llevaban «a la virulé», oséase, cubriendo la rodilla. La unidad al completo estaba lista en 22 de marzo de 1707, cuando se realizó la primera parada militar a la vuelta del rey a Barcelona. Las facturas de la compra de uniformes de 1706 también revelan algunas particularidades; las compañías armadas por los gremios más poderosos económicamente encargaron sus uniformes con «paño de 24», mientras que aquellas más modestas lo hicieron con «paño de 22». También marcaron diferencias los botones, pues aquellas más pudientes los compraron latón dorado, mientras el resto optó por botones forrados del mismo color que la casaca. En cuanto al patronazgo, quedó al arbitrio de los gremios, llevando algunas la casaca con solapas de 32 botones, mientras otras como las de los pintores llevaban 24. Los criterios de para la agrupación de los botones frontales iban desde los agrupados de 3-3-3, pasando por el 2-2-2-2, hasta el 2-3-1. Finalmente los zapatos eran propiedad del cofrade.

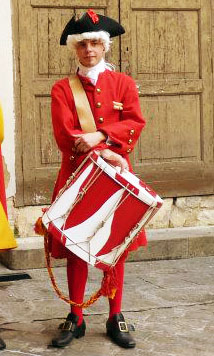
Recreación histórica de un Tambor de la Coronela de Barcelona en 1714.
(«Asociación de Recreación Histórica la Coronela de Barcelona»).

En 1710 se produjo una segunda compra masiva de uniformes; a pesar de haber transcurrido cinco años de guerra, pudiéndose pensar que dicha circunstancia podría haber perjudicado a los gremios barceloneses, el hecho es que todos gastaron una suma mayor que en 1706 y demostraron poseer una potencia económica superior. La mayoría de compañías compraron paño de primera calidad engalanándolas con botones de latón dorados. Así mismo gran parte de las compañías que habían optado por los colores amarillo, verde, blanco y rojo, se pasaron a varias tonalidades de azul, resultando dicho color el mayoritario entre las compañías de la Coronela. Mantenidas las excepciones de los hortelanos que iban de verde, y alguna otras que vestían de blanco o de amarillo, la divisa común a toda la unidad, el rojo o granate, y la mayoría de azul, confirió a la Coronela de Barcelona la uniformidad que mantendría hasta 1714 de azul-grana.
Por lo que respecta a los tambores, para el uniforme de 1706 se aprovecharon los del antiguo Tercio de Barcelona; los tambores estaban bajo las órdenes del Tambor Mayor, y su cometido era el dar entrada y salida en el ritual del cambio de la guardia. También debían servir de fondo musical para los actos tradicionales y protocolarios, y si en 1706 eran 10, en 1710 pasaron a 15, y en 1714 a 20. Su uniforme era rojo carmesí, tanto casaca como la divisa, el forro y las medias; el característico galón libreado de los tambores era de plata. Las cajas de los tambores iban pintada con los mismos colores de rojo y plata, decoradas con las armas heráldicas de la ciudad, y engalanadas con borlas y cordones. El carácter ritual de los tambores estuvo siempre presente en las tradiciones de la unidad y se documentan en las entradas del rey Carlos III de Austria en Barcelona, en la entrada de la reina Isabel Cristina de Brunswick-Wolfenbüttel, en los cambios de guardia de la Coronela de Barcelona, en la guardia del Palacio Real, las funerales, y en las parada y desfiles castrenses que realizó la Coronela de Barcelona, com el que tuvo lugar en marzo de 1714. (Para más detalles, véase el Fondo digital de los uniformes de la Coronela)

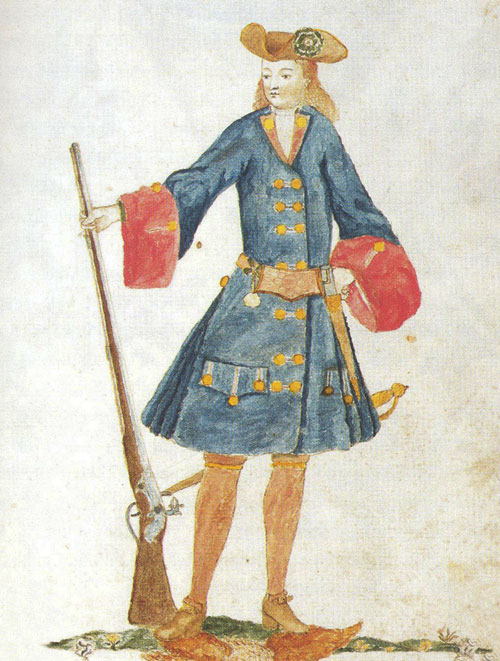
Gaspar Ferran, miliciano de la Coronela de Barcelona en la compañía del gremio de los plateros, en 1707, con el mayoritario uniforme militar azul-grana.

El arma estándar con que se armó el ejército catalán en 1713 fue el fusil, siendo la mayoría de facturación inglesa o austríaca. Anteriormente, en 1707, cuando la Coronela de Barcelona finalizó el proceso de militarización, sustituyó los obsoletos mosquetes y arcabuces con los modernos fusiles. El armamento se completaba con bayoneta de casquillo y espada. Al cinto llevaban una cartuchera ventral, de cuero y con el escudo heráldico de Barcelona grabado, así como las vainas para la bayoneta y para la espada. El frasco con la pólvora de cebar podía ir ligado al cinto y los granaderos incorporaban al equipamiento un zurrón, también grabado con las armas de la Ciudad, donde llevaban las granadas. Como elemento distintivo y para facilitar la operación de lanzamiento de las granadas de mano, los granaderos no vestían con el tricornio, sino con gorra granadera. Amparados por las constituciones catalanas, los milicianos guardaban el fusil en su casa.

## Bandera de Santa Eulalia y banderas de guerra de la Coronela
La bandera de un regimiento de infantería era un elemento de identidad y prestigio, y a la vez una herramienta práctica para establecer la posición del mando militar, a la que en el caos de la batalla debían prestar sumar atención los soldados para seguir la órdenes que se establecieran. Un regimiento de infantería reglado tenían una bandera principal, y dos o tres banderas menores; dada su carga simbólica, la captura de una bandera enemiga, de «un color» según la terminología de la época, era apreciada sobremanera como señal de victoria. La defensa de la bandera para evitar que cayera en manos del enemigo suponía habitualmente una feroz lucha a muerte.

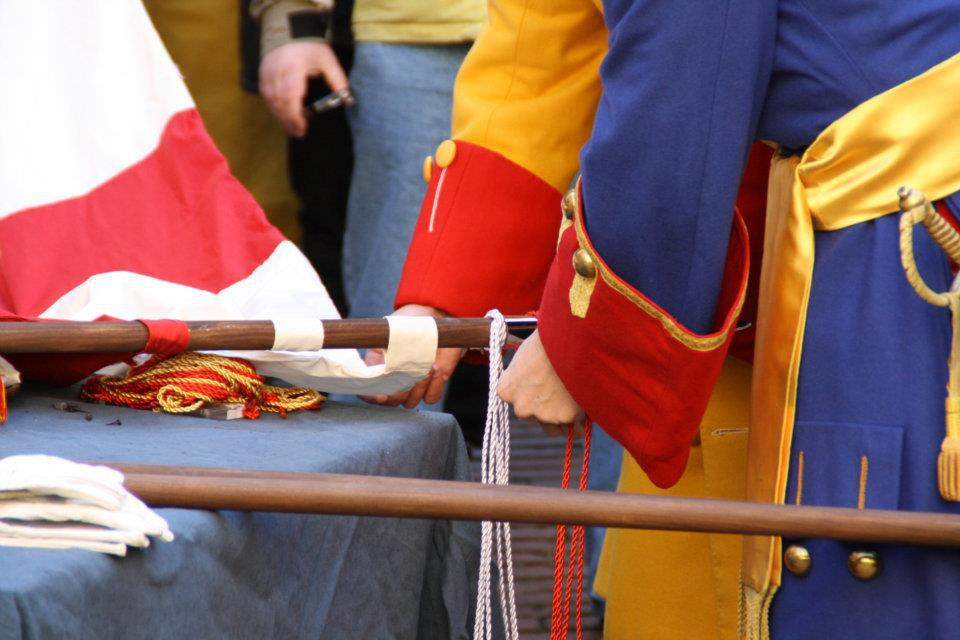
Recreación histórica de la bendición de las banderas de la Coronela de Barcelona en el Fossar de les Moreres

Dada la base gremial de la Coronela de Barcelona, cada gremio tenía sus propias banderas para su uso religioso-ceremonial, y de combate. Desde el siglo anterior, durante la Guerra de Cataluña (1640-1652), los gremios disponían de banderas religiosas y de guerra; al estallar la Guerra de Sucesión Española los gremios barceloneses renovaron sus banderas de guerra, que acompañaban siempre a la compañía cuando entraba en servicio de guardia de portales y murallas de Barcelona. Dichas banderas de guerra medían unos 2 metros por lado, y estaban engalanadas como las del ejército de Carlos III de Austria: asta, lanza, cordones, borlas y, en algunos casos, guaspa. En cuanto al diseño, las había pintadas y cosidas, luciendo las armas de la cofradía gremial sobre fondo de color.
Tras la reforma de 1713 que reorganizó la Coronela en 6 batallones, se dotó a cada batallón de una bandera con la imagen del santo patrón o misterio católico bajo la advocación del cual estaba: Santísima Trinidad, Inmaculada Concepción, Santa Eulalia de Barcelona, Santa Madrona, San Severo de Barcelona, y Virgen de la Merced. El capitán de la 7ª compañía del II Batallón Francisco de Castellví y Obando narró que cada una de las seis primeras compañías de cada batallón mostraban en el anverso la imagen del santo patrón con el escudo heráldico de Barcelona debajo, y en el anverso las reales armas de Carlos III de Austria con el símbolo heráldico del gremio repetido en las cuatro esquinas de la bandera, una descripción que no se ha podido cotejar con la documentación de los gremios.
No existió propiamente, una bandera que identificara a la Coronela de Barcelona como unidad, sino que la bandera de la primera compañía del I batallón, cuya capitanía se reservaba honoríficamente al conseller en Cap, pero que era efectivamente comandada por Vicente Duran con el rango de teniente, hacía las funciones de bandera coronela siguiente el protocolo de un regimiento de infantería.

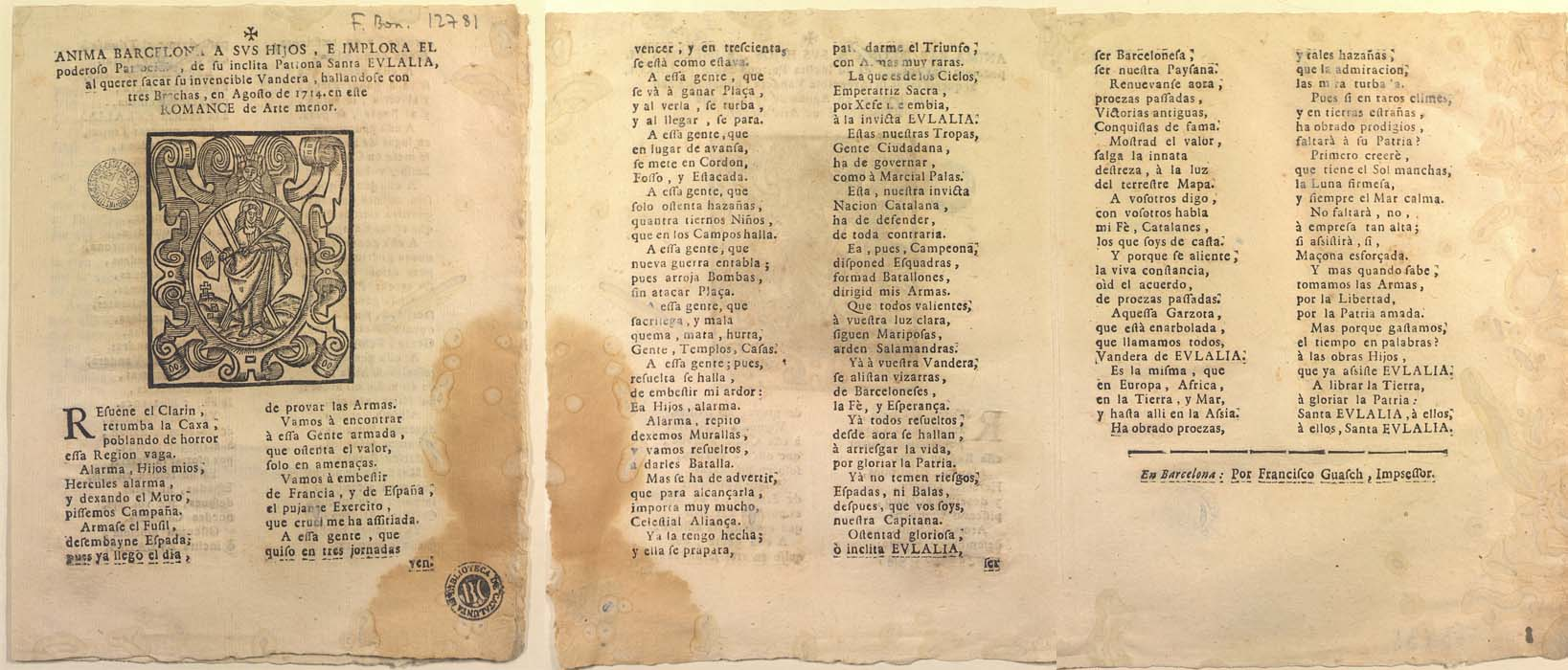
Propaganda publicada por los consellers de Barcelona en agosto de 1714 invocando a Santa Eulalia para animar al martirio final.
«Nuestra invicta Nación Catalana [..] A librar la Tierra, a gloriar la Patria, SANTA EULALIA a ellos, a ellos SANTA EULALIA !»

Mención aparte merece la Bandera de Santa Eulalia, que no tenía relación orgánica con la Coronela sino que era la bandera de guerra de Barcelona. Desde la Edad Media la bandera de Barcelona había sido la tradicional cuartelada de la cruz de San Jorge con el señal del rey de Aragón. Paralelamente el cabildo catedralicio custodiaba una bandera con la imagen de Santa Eulalia de Barcelona, copatrona de la ciudad, que era usada ceremonialmente durante la procesión del Corpus Christi. En el siglo XVI, por alguna razón que no se ha podido contrastar documentalmente, la tradicional bandera cuartelada de las armas heráldicas de la ciudad cayó en desuso, pasando a adoptarse la bandera religiosa con la imagen de Santa Eulalia como bandera de guerra de Barcelona. En el siglo siguiente, durante la Guerra de Cataluña (1640-1652), la bandera con la imagen de Santa Eulalia presidió el Tercio de la Bandera de Santa Eulalia en las batallas contra los tercios de Pedro Fajardo y Pimentel, marqués de los Vélez. En el inventario realizado en la Casa de la Ciudad de Barcelona en 1674 se documenta la existencia de una bandera procesional y de un pendón de Santa Eulalia, que eran sagradamente custodiados en un arca que solo se podía abrir con tres llaves distintas. Dado que no existen encargos para la confección de nuevas banderas en los registros de los consellers de Barcelona, el historiador Francesc Riart considera que la hipótesis que guarda mayor fundamento es que la bandera de Santa Eulalia que llevó el conseller en Cap Pedro Juan Rossell en la victoriosa batalla de Montjuic (1641) contra los tercios del marqués de los Vélez, fuera la misma que el conseller en Cap Rafael Casanova llevó el 11 de septiembre de 1714. De hecho, la documentación muestra que en marzo de 1714, cuando el conseller en Cap Rafael Casanova y el conseller segundo Salvador Feliu de la Peña instaron al general comandante Antonio de Villarroel a usar las tropas la Coronela en combate abierto contra el cordón de bloqueo borbónico en el campo delante de Barcelona, bajo el amparo de la Bandera de Santa Eulalia, estos hicieron los preparativos siguiendo el protocolo fijado en 1640. La descripción que hizo Francisco de Castellví de la bandera detalla que era de color rojo carmesí, sobre la que figuraba la imagen de Santa Eulalia de Barcelona, flanqueada por las armas de la ciudad, y con un sagrado cáliz con el lema: Exugere Deus, Judicam Causa Tuam, «Ven Dios, y juzga tu causa».

## El sangriento final de la Coronela de Barcelona
El teniente mariscal Antonio de Villarroel, desde que fuera nombrado comandante en jefe del ejército de Cataluña, había tenido plena autonomía militar y había planteado una estrategia defensiva conservadora que buscaba ganar tiempo, basándose en el principio que solo una ayuda externa podía liberar la ciudad. La llegada al poder de Rafael Casanova el día de San Andrés Apóstol, 30 de noviembre de 1713, marcó un cambio total con el anterior gobierno. El nuevo Conseller en Cap Rafael Casanova exigió a Villarroel que inmediatamente ordenara lanzar ataques continuos cada noche contra el cordón de bloqueo para desgastar a las tropas borbónicas. Hasta entonces Villarroel había rehusado emplear a la Coronela en los combates habidos delante del campo de Barcelona; en los combate de la Cruz Cubierta, asalto de Can Navarro y en la batalla del convento de los Capuchinos el general comandante solo usó efectivos del ejército de Cataluña. El conseller en Cap Rafael Casanova se hizo con el control de casi todos los recursos políticos, deviniendo la máxima autoridad política de Cataluña, presionando y sugiriendo estrategias al alto mando militar. Casanova potenció al máximo el papel militar de la Coronela, unidad que tenía bajo su mando directo sin interferencias de los mandos militares, ofreciendo sus batallones para que atacaran al cordón de bloqueo borbónico y, ante la negativa de Villarroel, organizando y preparando una operación de asalto que lanzaría la Coronela sin la participación del ejército. Cuando la operación ya estaba lista, fue aplazada ante la llegada de las cartas de Carlos III de Austria y la reina. Cuando dos meses después, con la llegada del mariscal de Francia duque de Berwick, el bloqueo se convirtió en un sitio propiamente dicho, Villarroel continuó rehusando utilizar a la Coronela, y en el asalto a la primera paralela del 13 de julio de 1714 solo participaron unidades profesionales del ejército catalán. A pesar de ello la fuerza de la Coronela se había ido reduciendo progresivamente al haber sentado plaza en el ejército varios de sus miembros, así como también por las crecientes deserciones ante lo que se avecinaba como un sangriento final. El 28 de julio el conseller en Cap Rafael Casanova decretó mediante bando la militarización total de los niños mayores de 14 años que se hallaban en Barcelona, ordenando se presentaran a las 6 de la mañana en las Ramblas de Barcelona; la no comparecencia estaba penada con la prisión. Una vez estuvieron concentrados, se les dio a elegir entre alistarse o al ejército o a la Coronela, tras lo cual se les expidió un certificado. 

«De parte del Excelentisimo Señor Conseller en Cap, Coronel y Gobernador de esta plaza, fortaleza de Montjuic, y sus dependencias: que como de presente se halla la presente ciudad muy oprimida de sus enemigos que la tienen sitiada y atacada por la parte de la Puerta Nueva, donde pretenden abrir brecha, y se necesita mucho que todos asistan a la defensa de tan justa, y de tanta importancia, para la conservación della, y a este fin, se hace indispensable, y de primera mira, la notícia a todos los naturales y habitantes de la presente ciudad, tanto de los que tienen armas como de los que no las tienen; por esto el dicho Excelentísimo Sr. Conseller en Cap, Coronel, Gobernador, y insiguiendo la resuelto y deliberado por la Excelentisima Junta 9ª de Guerra, y personas asociadas, tenida en el día presente; se dice, amonesta y manda a todos generalmente, de cualquier grado o condición que sean, tanto naturales como forasteros, que mañana, que contaremos 29 del corriente mes de julio, comparezcan a las 6 horas de la mañana, en las Ramblas, delante de la Universidad literaria de la presente ciudad, llevando armas los que las tuvieran, y también los que no las tuvieran, los cuales seran a partir de los 14 años, exceptuandose solo los que ya esten sirviendo en la Coronela, bajo pena de prisión y otras penas arbitrarias a S.E. Y para que las dichas cosas sean a todos notorias, manda S.E. sean hechas y publicadas en el presente bando, por los lugares acostumbrados de la presente ciudad, y demas partes donde convenga y sea menester.

Dr. D. Rafael Casanova, Conseller en Cap, Coronel y Gobernador»

A partir de aquel día, a los refractarios que fueron sorprendidos por las patrullas de control de la Compañía de la Quietud sin el correspondiente certificado, se les capturaba y destinaba a hacer guardia en las zonas más expuestas al fuego borbónico. Castellví estimó que el edicto de Rafael Casanova supuso la incorporación de 2.165 nuevos efectivos a las filas de la Coronela. Dos días después Rafael Casanova ordenó la disposición y guardia de los batallones ante la inminente del asalto borbónico:

«De parte del Excelentisimo Señor Conseller en Cap, Coronel y Gobernador de esta plaza y armas, y fortaleza de Montjuic, se ordena y manda a todos los que entran las guardias en los batallones de la Coronela de esta ciudad, que cuando oirán tocar las campanas a rebato de la catedral, asistan los que están de guardia en sus respectivos cuerpos de guardia, así en las puertas y medias lunas, como en los puestos destinados para retén; y los que a las 8 horas de la tarde habrán salido de las medias lunas, bastión de Levante y Santa Eulalia, asistan también en la plaza de Santa Ana; y el batallón que estuviera de descanso, asista delante del Palacio con sus armas, atendido que así conviene al real servicio y beneficio público. Y para que nadie pueda alegar ignorancia de lo susodicho, se publica el presente bando.

Dr. D. Rafael Casanova, Conseller en Cap, Coronel y Gobernador»
 

### El fracasado asalto general del 12 de agosto

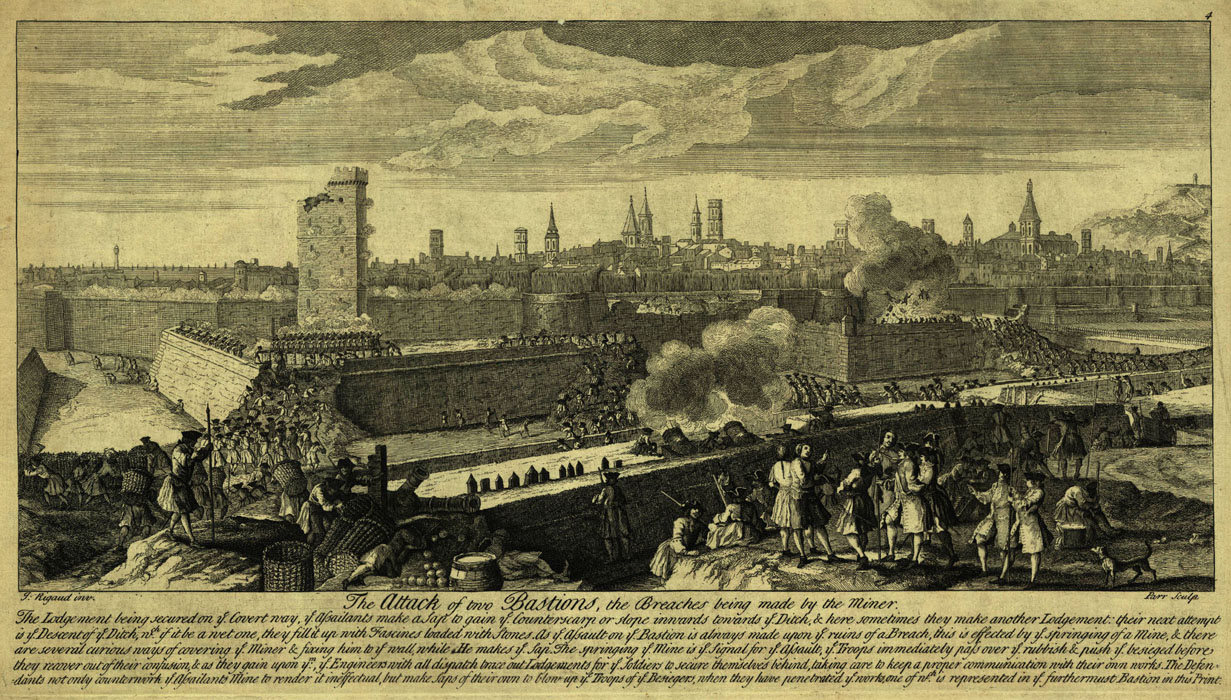
El fracasado asalto general sobre Barcelona del 12 de agosto de 1714.
En primer plano el bastión de Santa Clara y la torre de San Juan, y a la derecha, el bastión de la Puerta Nueva en el momento de estallar la mina, siendo asaltado por los granaderos borbónicos.

Tras abrir trincheras, las tropas del duque de Berwick consiguieron llegar hasta el foso, conquistar el camino encubierto, y situarse delante de las murallas de Barcelona. La artillería francesa batió la muralla hasta abrir tres brechas, mientras los minadores hicieron túneles para volar la muralla. El 12 de agosto Berwick ordenó que se lanzara el asalto general sobre Barcelona, siendo esta la primera vez que la Coronela embistió abiertamente a las tropas borbónicas. La noche del 12 de agosto los minadores hicieron estallar mina situada bajo el bastión de la Puerta Nueva, que quedó parcialmente en ruinas, mientras los granaderos borbónicos se lanzaron al asalto. Estaban de guardia en dicho bastión la 4ª compañía del V batallón de Antonio Berardo, y la 3ª del I batallón de Magín de Ninot. Las compañías de la Coronela se fueron retirando ordenadamente ralentizando el avance de los granaderos borbónicos hasta que recibieron los refuerzos de unidades del ejército que se hallaban de cuerpo de reserva en San Agustín y la cortadura. Entonces se lanzaron al contrataque contando con la cobertura de la batería de artillería del bastión de San Pedro expulsando hasta el foso a los asaltantes. Recuperado el enclave las tropas borbónicas lanzaron varias oleadas de gente fresca, pero ya abierto el día y reforzados con un batallón entero de la Coronela los ataquen fracasaron.
En medio de la noche, al unísono del asalto al bastión de la Puerta Nueva, también se asaltó el bastión de Santa Clara. A los minadores borbónicos le había resultado imposible minarlo, pero la artillería lo había bombardeado hasta dejarlo en ruinas por la parte frontal, posibilitando su asalto por la rampa formada por los desprendimientos. Dada su precaria situación estaba custodiado por tres compañías: la 3ª del II batallón de Francisco de Bastero, la 7ª del I batallón de José de Ferrer, y la mayor, la 8ª del I batallón formada por los estudiantes de leyes comandada por el catedrático Mariano Bassons. El asalto de los granaderos borbónicos también se prolongó hasta romper la luz del día, y también fracasó ante la enconada oposición de las compañías de la Coronela, que fueron reforzadas inmediatamente por efectivos del ejército a las órdenes del teniente coronel Eudaldo Mas y Duran. Los combates fueron extremadamente violentos, y las compañías borbónicas que se lanzaron a pecho descubierto al asalto quedaron prácticamente exterminadas con 900 bajas. Las bajas entre los defensores, amparados en lo intrincado de las ruinas y barricadas construidas a tal efecto, fueron mucho menores: 160 bajas, con 70 muertos y 90 heridos. Los oficiales catalanes mostraron un arrojo desmedido, ya que presentaron unas bajas del 32% que doblaban a las de los milicianos, un 16%. El capitán Magín de Ninot resultó muerto y el capitán Ferrer herido, a lo que cabe sumar dos tenientes y un alférez muertos. Esta superior mortalidad entre los oficiales llegó a límites estremecedores en la última defensa de Barcelona el 11 de septiembre.

### Segundo asalto fracasado del 13 de agosto
A las once de la mañana del 13 de agosto se procedió al relevo de las guardias; entraron la 2ª compañía del VI batallón a la orden de Juan Francisco Masdéu, la 5ª del mismo batallón a la orden del José Mata, y la 9ª del V batallón a la orden del doctor José Fornés, siendo reforzados con 100 hombres del ejército. Tomaron sus posiciones como pudieron en el dantesco escenario formado por las ruinas ensangrentadas de los bastiones, mientras eran retirados los cadáveres de los muertos entre los sollozos de los heridos en la noche anterior. La tensión fue extrema durante todo el día y, efectivamente, a las diez de la noche las tropas borbónicas lanzaron un nuevo asalto general. Las tropas asaltantes rompieron las defensas masacrando a la 2ª compañía del VI batallón, incluidos el capitán, el teniente y el alférez. Tomado el baluarte de Santa Clara, los granaderos borbónicos empezaron a fortificar en él. En lo desesperado de la situación, tres compañías del ejército comandadas por el general Bellver, y todo el II batallón de la Coronela comandado por el sargento mayor Félix Nicolás de Monjo se lanzaron al contraataque. Las tropas del ejército consiguieron diezmar a los asaltantes, pero el batallón de la Coronela fue barrido por las tropas borbónicas y tuvo altísimas bajas. En lo encarnizado de los combates y viendo la posición perdida, el conseller en Cap ordenó que otro batallón de la Coronela se lanzara al ataque, pero el general comandante Villarroel lo rechazó. Ordenó que cesaran todos los ataques hasta que rompiera la luz del día, momento en el cual ordenó el asalto al bastión con solo unidades del ejército, destinando en vanguardia a los migueletes catalanes y los granaderos aragoneses del regimiento de desmontados de San Miguel. Tras horas de violentos combates y cargas suicidas a lo largo de todo el día 13 los destacamentos borbónicos continuaban fortificados en el bastión de Santa Clara resistiendo a sangre y fuego los envites de las tropas catalanas.
La mañana del 14 de agosto se procedió al relevo de las guardias de la Coronela, entrando en servicio la 8ª del I batallón al mando del doctor Mariano Bassons, que ya había estado luchando allí el día 12, y la 2ª del tercer batallón, a las órdenes de Juan Boria. En la zona de la torre de San Juan entró la 1ª del III batallón a las órdenes de Carlos de Oliver, reforzadas con 250 efectivos del ejército del regimiento de San Narciso, comandados por el teniente coronel Juan de Llinás. Las cinco compañías restantes del III batallón se desplegaron por el tramo de muralla más próximo al bastión, mientras otros batallones de la Coronela, a las órdenes del teniente coronel José de Peguera y Vilana-Millàs y del sargento mayor Félix Nicolás Monjo y de Corbera, se preparaban como cuerpo de reserva en el convento de San Francisco y en el convento de San Sebastián. Para completar el asalto Villarroel dispuso que varias piezas de artillería fueran traídas desde las murallas y apuntaran hacia el interior del bastión, ordenando que no fueran cargadas con balas sino con potes de metralla menuda para devastar a las tropas francesas que se agolpaban en el enclave. Finalmente dispuso a varias compañías de migueletes y caballería desmontada, sumando un total de 1000 hombres para el ataque. Cuando este se desató la artillería acribilló a los borbónicos, y tras sucesivos asaltos, las tropas de Berwick acabaron retirándose ante lo insostenible de la posición. En total, tras los tres días de combate, las tropas defensoras sufrieron entre 800 y 900 bajas, mientras que los asaltantes tuvieron más de 3.000 bajas. Fracasados los dos asaltos, el mariscal duque Berwick informó a su soberano, el rey Luis XIV de Francia, de los pormenores de lo sucedido justificando los hechos alegando que «los enemigos se defienden como desesperados». Por otro lado, a pesar de haber conseguido la victoria, tras los tres días de combates, las tropas catalanas habían perdido a lo mejor de sus hombres. A partir de entonces las rondas del conseller en Cap para reconocer la primera línea y animar a los combatientes durante la oscuridad de la noche fueron constantes, pero las deserciones empezaron a ser masivas y la defensa se hacía insostenible por momentos. El 21 de agosto el conseller en Cap Rafael Casanova decretó que nadie estaba autorizado para salir fuera del contorno de las murallas de Barcelona.

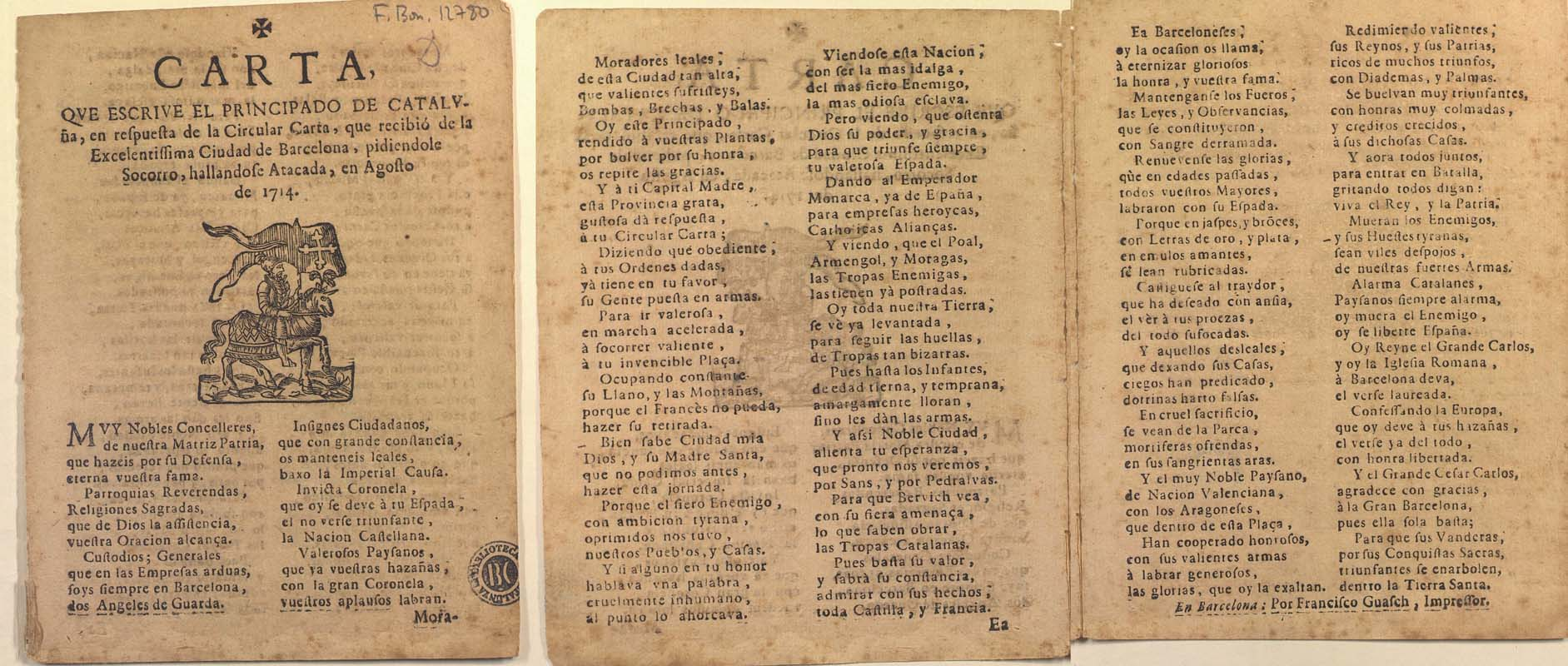
Propaganda publicada por los consellers de Barcelona en agosto de 1714 alabando a la Coronela para que luchara hasta el fin.
«Invicta Coronela, que oy se deve à tu espada, el no verse triunfante, la Nación Castellana.»

### La última defensa de Barcelona el 11 de septiembre de 1714
El 1 de septiembre, dada la disposición de las tropas borbónicas, y la carencia de munición y tropas para proseguir con la defensa, el general comandante Villarroel reunió a todo el estado mayor del ejército para intentar forzar a los políticos catalanes a que aceptaran una capitulación. Estando todo el estado mayor, a excepción del general Basset, de acuerdo en la propuesta del general comandante Villarroel, este les pidió que pusieran por escrito su voto, para presentarlo a los políticos catalanes. Después se reunió con el conseller en Cap Rafael Casanova mientras pasaban revista a la primera línea de los combates en la muralla, para que entendiera que con los escasos recursos de que disponía, las tropas asaltantes romperían fácilmente las defensas, y que no era de buen cristiano lanzar a los miles de civiles inocentes que se agazapan en sus casas a una irremisible masacre. Berwick, informado por el creciente número de desertores de las disensiones que había entre militares y políticos, tomó la iniciativa y ofreció entrar en negociaciones de capitulación. Finalmente Casanova dio su brazo a torcer, y a pesar de las reticencias del conseller segundo Feliu de la Peña, ordenó se convocaran a los Tres Comunes de Cataluña. Leída la exposición de la carta de Villarroel sobre la situación de la plaza, los tres comunes se reunieron por separado —Generalidad de Cataluña, Brazo militar de Cataluña, y el Consejo de Ciento— siendo representado este último por la «Junta de Gobierno y personas asociadas». En esta junta, presidida por Rafael Casanova, se impuso nuevamente su criterio, y cuando la mayoría aceptó que se entrara en negociaciones se procedió a iniciar la votación; votaron Casanova y tres representantes más, pero cuando iba a votar el siguiente, la votación se detuvo al ser interrumpida por la noticia de que los otros dos comunes ya habían votado, habiendo resuelto que no se diera oídos a la propuesta de negociación. Siguiendo la tradición de no romper el consenso entre los Tres Comunes de Cataluña, se volvió a discutir el parecer, asumiendo Casanova y la mayoría de los presentes que se debía votar al unísono con la Generalidad y el Brazo militar. Reiniciada la votación, los 26 restantes miembros de la Junta votaron también por el rechazo de la propuesta de Berwick.
Los fuertes chubascos caídos tras el rechazo de la proposición de negociación inundaron las trincheras borbónicas, impidiendo cualquier posibilidad de lanzar un asalto general. El 10 de septiembre un nuevo chubasco cayó sobre la ciudad; al anochecer el Conseller en Cap Rafael Casanova volvió a reconocer la primera línea de combates en la muralla, alentando a la resistencia de las tropas a pesar de las deserciones y la hambruna generalizada. Mas en esta ocasión el mariscal de Francia no ordenó el asalto al entrar la noche. 

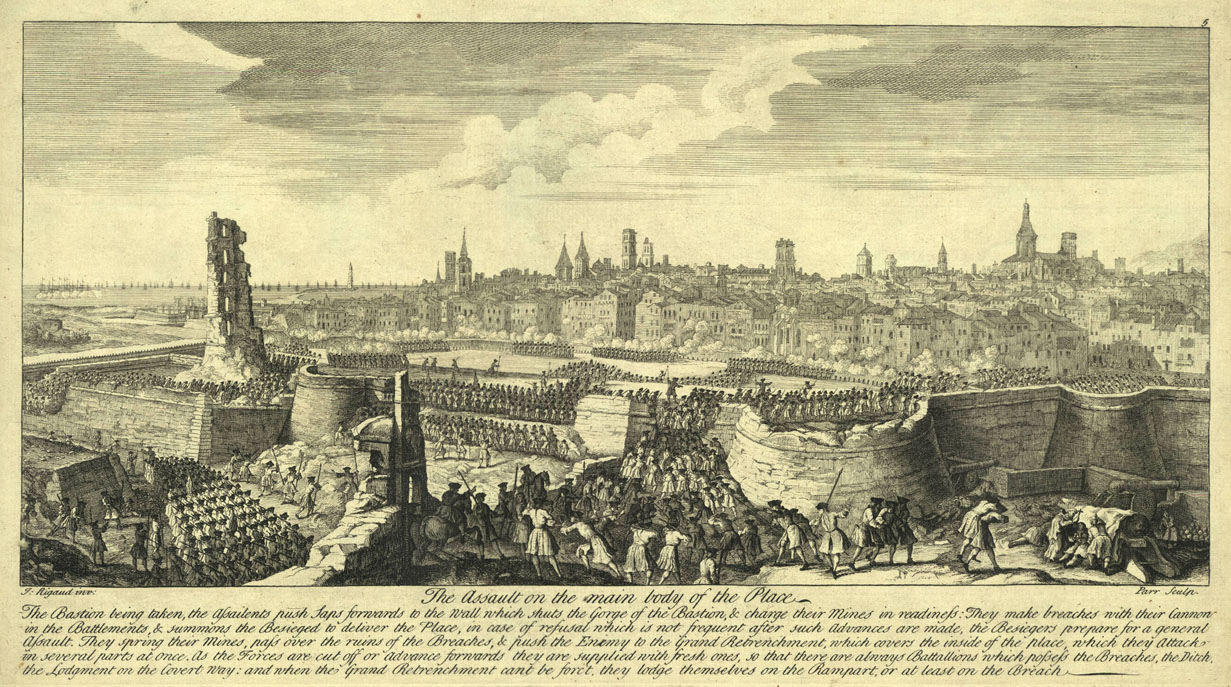
La última defensa de Barcelona el 11 de septiembre de 1714.
A la izquierda, detalle del bastión de Santa Clara, con la torre de San Juan totalmente ruinosa, y contiguo, el avance de las tropas francesas del mariscal Guerchois y del brigadier Reves por la brecha central.

A las 4:30h del 11 de septiembre más de cuarenta batallones borbónicos lanzaron el asalto final sobre Barcelona. El baluarte de Llevant fue asaltado por el brigadier Courty y el coronel Cany, el reducto de Santa Eulalia por el coronel Chateaufort, el baluarte de Santa Clara por brigadier Balincourt, y la brecha contigua a dicho baluarte por el mariscal Lecheraine. La brecha central estaba bajo la responsabilidad del mariscal Guerchois y el brigadier Reves, mientras que el baluarte del Portal Nou, único sector que el mariscal duque de Berwcik confió a tropas españolas, fue asaltado por la elite de las tropas de Felipe V, los Regimientos de Reales Guardias Españolas y Valonas, bajo el mando del mariscal Antonio del Castillo y el brigadier vizconde del Puerto. El asalto general se lanzó por los tres frentes simultáneamente tal como narraba el marqués de San Felipe, «Todos a un tiempo montaron la brecha, españoles y franceses; el valor con que lo ejecutaron no cabe en la ponderación. Más padecieron los franceses, porque atacaron lo más difícil». La defensa fue obstinada y feroz, abatiendo a los asaltantes borbónicos antes de que estos consiguieran llegar hasta la muralla y obligando a lanzar varias oleadas de gente fresca. Ante la espantosa carnicería que estaban sufriendo las tropas francesas en el sector del Baluarte del Santa Clara, el teniente general Cilly ordenó al coronel Chateaufort que abandonase el ataque al reducto de Santa Eulalia y solicitó al mariscal Lechereine, del centro francés, que lo auxiliase con el grueso de sus tropas formado por los regimientos Normadie, Auvergne, y La Reine para asaltar la brecha contigua al baluarte del Portal de Llevant. Pasadas las cinco de la mañana, y tras lanzar tres asaltos, las tropas conjuntas del coronel Cany, del brigadier Courty, del coronel Chateufort y del mariscal Lechereine conseguían pasar a sangre y fuego por encima de las pocas tropas catalanas supervivientes que defendían dicha la brecha.  

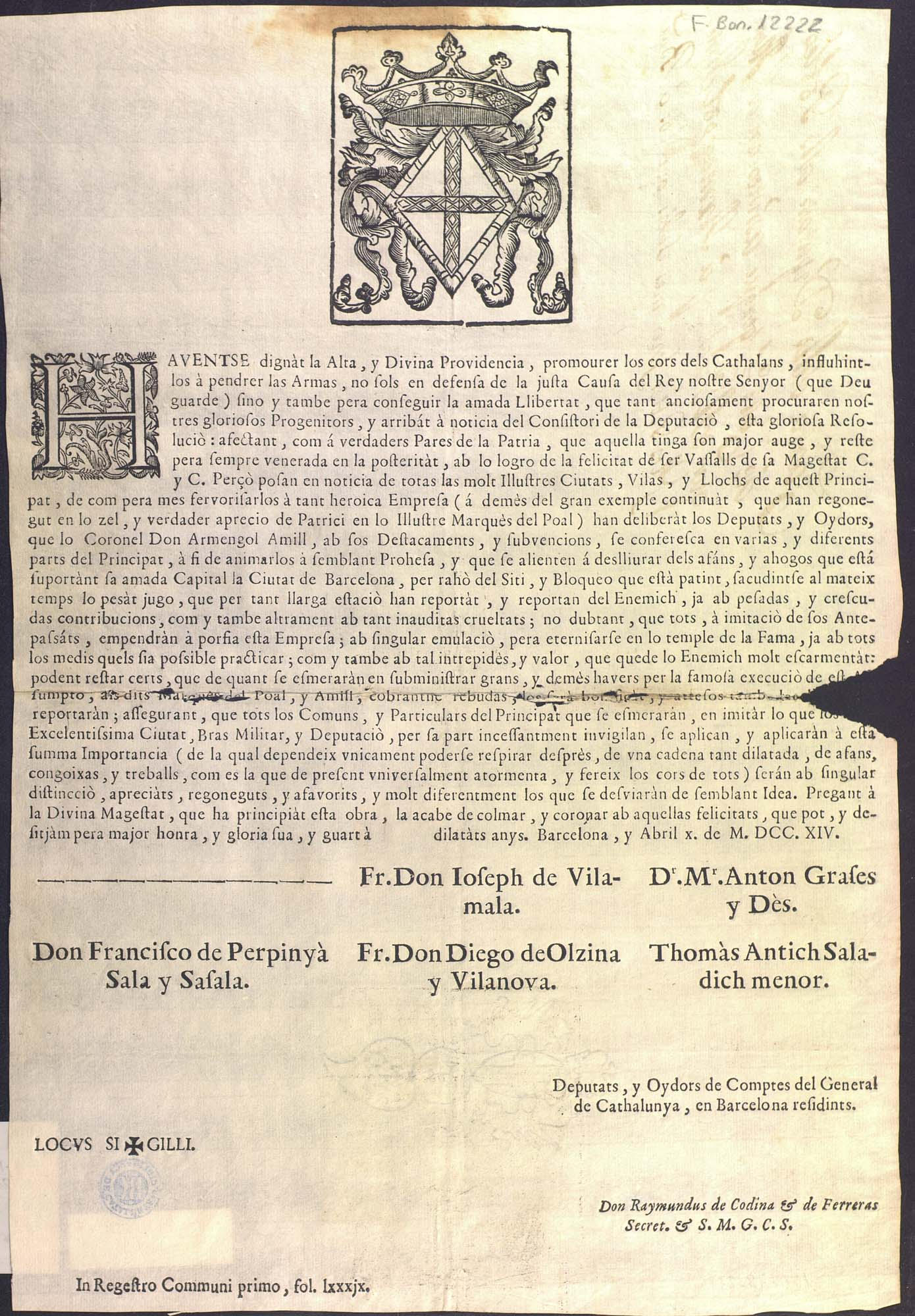
«Salvadores de la Patria».
Los próceres catalanes de la facción radical que se alzaron con el poder en la Junta de Brazos, y que llevaron a Cataluña a la catástrofe total de 1713-1714 declarando la continuación de la guerra, la «gloriosa resolución» la llamaban ellos, se arrogaron para sí mismos el título de Pater Patriae «Padres de la Patria». En esta carta del 10 de abril de 1714 los diputados de la Generalidad de Cataluña instaban a continuar la guerra «no solo en defensa de la justa causa del rey nuestro señor (que Dios guarde) sino y también, para conseguir la amada Libertad».

A partir de la rotura de la brecha el colapso de la defensa se precipitó. Los combatientes del baluarte de Levante, cogidos por la espalda, fueron pasados a bayoneta; otro tanto les sucedió a los defensores del baluarte de Santa Clara, de los cuales sólo unas pocas compañías pudieron salvarse gracias a la carga suicida de una de las compañías de la coronela de Barcelona; y poco después también cayó el baluarte del Portal Nuevo, bajo las tropas españolas. Como recordaba el marqués de San Felipe «Todo se vencía a fuerza de sacrificada gente, que con el ardor de la pelea ya no daba cuartel, ni lo pedían los catalanes, sufriendo intrépidamente la muerte». Los Consellers de Barcelona, viendo que toda la línea de defensa había colapsado y que la caída de la ciudad era inevitable, decidieron abandonar su cuartel general en el portal de San Antonio y salir a combatir por las calles. En ese momento recibieron aviso del teniente mariscal Antonio de Villarroel, quien les comunicaba que retomaba el general comando militar y les pedía que lanzaran su contrataque por el sector de San Pedro, mientras que él dirigiría otro por el centro. Pasadas las seis de la mañana, Rafael Casanova ordenó emitir el que sería su último bando como Conseller en Cap de Barcelona ordenando sin excepción a todos los varones mayores de catorce años a la defensa de la ciudad de Barcelona y guardia de la bandera de Santa Eulalia, en servicio del Rey y de la Patria: 
Varias compañías de los seis batallones que formaban la Coronela de Barcelona se congregaron en la Plaza de Junqueras, y a la orden del Conseller en Cap Rafael Casanova, que blandía la bandera de Santa Eulalia, reliquia venerada por los barceloneses y que según la tradición sólo podía sacarse en momentos de grave peligro para Barcelona, se lanzaron al contrataque pasadas las siete de la mañana. Embistieron con tal fuerza las tropas catalanas que las tropas españolas que combatían en ese sector empezaron a retirarse desordenadamente hasta provocar una desbandada general de las tropas españolas en todo el sector de San Pedro. El avance de las tropas catalanas aplastó a los batallones de las Reales Guardias Españolas, que fueron masacrados tal como recordaba el entonces capitán de la unidad Melchor de Abarca y Velasco: «los regimientos de Guardias que les toco pasar por esta parte derramaron mucha sangre, los cuales quedaron totalmente perdidos». Mientras comandaba el contrataque el Conseller en Cap Rafael Casanova cayó herido de un balazo en el muslo, recogiendo la bandera de Santa Eulalia el Protector del brazo militar de Cataluña, Juan de Lanuza y de Oms, conde de Plasencia, y siendo trasladado al Colegio de la Merced, donde había instalado un hospital de campaña. Ante la caída en combate de Rafael Casanova el avance quedó detenido y a partir de entonces los combates se centraron en la posesión del convento de San Pedro, que fue reconquistado y perdido once veces entre defensores y asaltantes. Ante la enconada resistencia de los barceloneses el mariscal duque de Berwick movilizó a 6.000 hombres más de sus reservas para entrar en combate. 
Al mediodía, habiendo caído en combate la cúpula política y militar, estando el Conseller en Cap Rafael Casanova ingresado en el colegio de la Merced y el teniente mariscal Antonio de Villarroel siendo atendido de sus heridas en su residencia, los miembros de la Junta de Gobierno se reunieron con varios oficiales militares para analizar la situación de los combates. En ese ínterin les llegó la noticia que el comandante del sector de San Agustín, el coronel Pablo Tohar, siguiendo órdenes del herido teniente mariscal Villarroel, había hecho llamada a la capitulación. Poco después los combates quedaron detenidos en los tres sectores de ataque y se pactó una suspensión de armas hasta las cinco de la tarde. Tras horas de negociaciones, finalmente, a las ocho de la mañana del día 12 de septiembre, a pesar de la obstinación del diputado de la Generalidad de Cataluña Francisco de Perpiñá Sala y Sasala por no acceder a capitulación alguna, al fin la mayoría de la Junta de Gobierno resolvió que dada la falta de gente y el hambre extrema que azotaba la ciudad, debían aceptarse los términos de la capitulación ofertada por el mariscal de Francia. El sitio de Barcelona había provocado unas bajas estimadas en 14.200 asaltantes borbónicos, 6.850 defensores austracistas, y la destrucción de un tercio de la ciudad. 

### La ceremonia de capitulación y el desarme

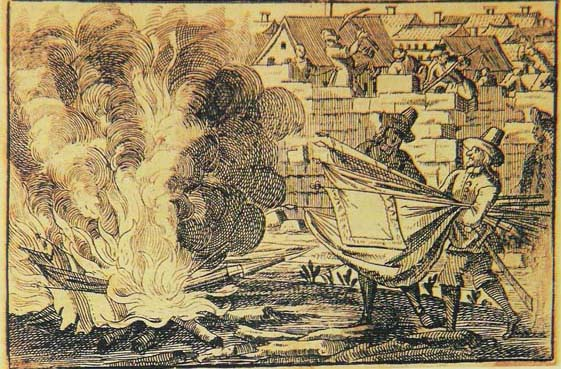
Grabado austríaco denunciando la quema de banderas.
«Eroberung von Barcelona 1714. Die Standarten und Fahnen welche der Duc de Berwick nach Madrid gesendet, schickte Philip V wieder zurück, mit dem Beyfügen, daß er keine Fahne rebbelischer Unterthanen erkenne, worauf sie öffentlich durch den Hencker zu Barcellona verbrannt worden»
[La caída de Barcelona 1714. Los estandartes y banderas, las cuales el duque de Berwick había enviado a Madrid, fueron por Felipe V de nuevo retornadas, con la sentencia que el no reconocía a ninguna bandera rebelde, y que además fuesen quemadas públicamente por el verdugo de Barcelona].

El 13 de septiembre se procedió a la ceremonia de capitulación; el sargento mayor de la Coronela Félix Nicolás Monjo y de Corbera -en representación del herido Conseller en Cap y coronel de la milicia Casanova-, y el coronel Juan Francisco Ferrer -en representación del herido general comandante del ejército Villarroel-, entregaron solemnemente las llaves de Barcelona al teniente general marqués de Guerchy. Seguidamente el Duque de Berwick procedió a pasar revista al ejército francés, puesto en armas ante su persona, y el duque ordenó mediante bando que cualquier oficial, soldado, vivandero, y cualesquiera otras gentes que seguían a las tropas, serían castigados con la pena de muerte si injuriaban de palabra el honor de los catalanes tratándoles de «rebeldes». Acto seguido ordenó a sus tropas que entraran en la ciudad de Barcelona. El 14 de septiembre se inició el desarme de las tropas del ejército de Cataluña; se les ordenó presentarse delante de la Atarazanas a las 8 de la mañana y, tras desarmarlos, tomar sus banderas, y darles pasaportes, los oficiales franceses y españoles se los disputaron para que tomasen partido en sus respectivos ejércitos. Al día siguiente, 15 de setiembre, se procedió a la misma operación con las tropas milicianas de la Coronela. Los gremios entregaron sus 42 banderas, el Consejo de Ciento la tan nombrada Bandera de Santa Eulalia, y la Generalidad de Cataluña la Bandera de San Jorge. El ceremonial continuó y a las 3 de la tarde se las llevaron al Real del mariscal duque de Berwick en el camp delante de Barcelona. Berwick ordenó que fueran enviadas a Madrid y que fueran presentadas a Felipe V como trofeos de guerra para ser colgadas en la Basílica de la Virgen de Atocha, se celebró una misa de Te Deum por el fin de la guerra, y durante tres noches se dispararon fuegos artificiales. Pero Felipe V rechazó las banderas alegando que no reconocía a ninguna bandera de «rebeldes», y las devolvió a Barcelona para que fueran quemadas por el verdugo tal cual criminales que habían cometido los delitos de rebelión y Lesa majestad. El 20 de septiembre llegó el marqués de Lede procedente de Madrid, prohibió que se entregaran más pasaportes, y expuso a Berwick las órdenes que traía de la corte de tomar prisioneros a los oficiales militares que habían luchado durante el sitio; dos días después, el 22 de septiembre, y contraviniendo el pacto de capitulación, Villarroel y todo el estado mayor del ejército de Cataluña, fueron detenidos y encarcelados. Finalmente el 3 de octubre de 1714 se ordenó mediante bando el desarme total de los catalanes, debiendo entregar «todas, y qualesquier Armas de qualquier genero, ó calidad que sean, y de qualquier medida, assi de fuego, como de corte, ó Cortantes, como son Pistolas, Pedreñales, Fusiles, Escopetas, Espadas, Sabres, Bayonetas, Puñales, Cuchillos con punto, y otras semejantes».